# Toronto
|  | Per a altres significats, vegeu «Toronto (desambiguació)». |

Toronto és la ciutat més gran del Canadà i la capital de la província d'Ontario. La població de la ciutat és de 2,5 milions d'habitants, però l'àrea metropolitana de Toronto té una població de 5,8 milions. És considerada el motor econòmic del Canadà, amb influència regional, nacional i internacional, i el centre financer i cultural del país, i és una de les ciutats més segures de l'Amèrica del Nord. Encara que l'anglès és la llengua dominant (Toronto és la capital angloparlant del Canadà), hi ha un gran nombre d'habitants que parlen una altra llengua com el xinès i l'italià.
Fins als anys setanta Toronto era la segona ciutat més important del Canadà, després de Mont-real. Però, després del desenvolupament de la indústria de l'automòbil, la indústria minera i la construcció dels canals de St. Lawrence, la qual cosa permet l'accés als Grans Llacs des de l'oceà Atlàntic, Toronto s'ha convertit en una ciutat de ràpid creixement i el centre de negocis del Canadà.
Localitzada a la riba nord-oest del llac Ontario, és la cinquena ciutat més gran de l'Amèrica del Nord i la 21a més poblada del món. Toronto es troba al cor de l'Àrea Metropolitana de Toronto (Greater Toronto Area en anglès i abreujat com GTA), la major àrea metropolitana del Canadà, i és part d'una regió densament poblada en el centre-sud d'Ontario coneguda com a Golden Horseshoe (Ferradura Daurada), on resideixen vuit milions d'habitants. L'Àrea Metropolitana de Toronto comprèn les municipalitats regionals de Durham (561.258), Halton (439.256), Peel (1.159.405) i York (892.712).
En ser la capital econòmica del Canadà, Toronto és considerada una ciutat global i una de les principals ciutats financeres del món. Lidera els sectors econòmics de finances, serveis empresarials, telecomunicacions, aeroespacial, transport, mitjans de comunicació, art, cinema, televisió, publicitat, programari, investigació mèdica, educació, turisme, i indústria de l'esport. El Toronto Stock Exchange és la major borsa de valors del país i la setena del món.
Toronto és famosa per la Torre CN, amb 553 metres d'altura. La ciutat es considera el centre de la cultura canadenca anglòfona i és l'amfitriona de moltes celebracions nacionals.

## Etimologia

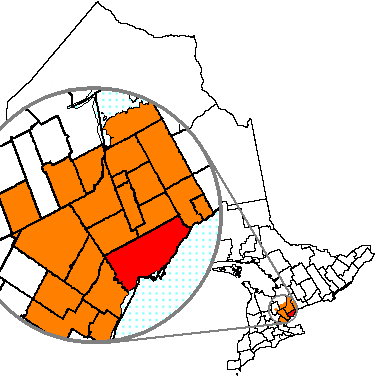
Localització de Toronto dins d'Ontario

L'origen i el significat de la paraula "Toronto" encara segueix sent objecte de debat. La definició més comuna de la paraula diu que "Toronto" ve de la paraula hurona Toran-ten, que significa "lloc de trobada". No obstant això, altres creuen que el terme en qüestió ve de la paraula mohawk tkaronto, que significa "on hi ha arbres sobre l'aigua", en referència a les aigües del nord de l'actual llac Simcoe, en aquella època, els mohawk anomenaven a aquest llac "llac Taronto". Aquest litoral estava connectat al litoral del llac Ontario per una carretera que portava fins al riu Humber i la seva desembocadura en el llac Ontario. A mesura que la carretera es feia servir cada vegada més, també ho feia el terme "Toronto", passant a usar-se també per designar un lloc comercial francès pròxim a la desembocadura del riu Humber. Part d'aquesta confusió se li pot atribuir a la successió de pobles indígenes que van viure a la zona al llarg del segle xviii, que eren tribus algonquines o iroqueses, amb la notable excepció dels mississauges, part dels anishinaabemowin (que són l'origen del nom de la segona major ciutat de l'Àrea Metropolitana de Toronto, Mississauga, localitzada immediatament a l'oest de Toronto).
Fins a l'inici de la colonització britànica, no existien assentaments permanents a la regió, encara que tant els nadius com els francesos van intentar instal·lar assentaments permanents, que incloïen la construcció d'un petit fort proper a la desembocadura del riu Humber, actualment enterrat sota el terra, on es localitza la Canadian National Exhibition. Els britànics van construir un fort i un assentament que van anomenar "York". El 1834 van batejar oficialment a la ciutat com "Toronto".

## Història

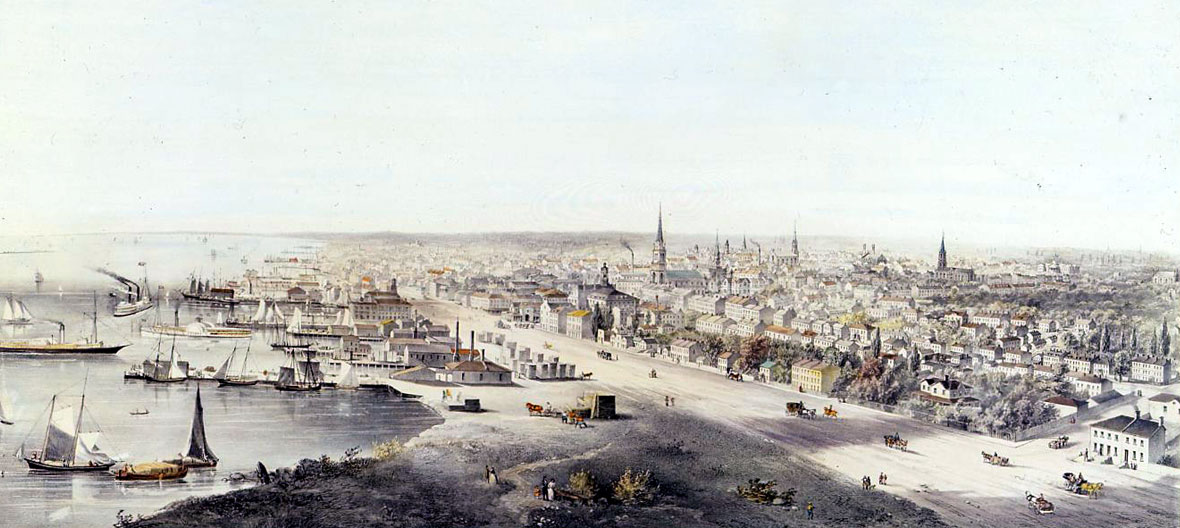
Vista de Toronto des de Front Street al 1854.

Els primers europeus a explorar la regió on actualment s'assenta Toronto van ser els francesos. De fet, comerciants francesos van fundar Fort rouille el 1750, però el van abandonar el 1759. Durant la Guerra de la Independència dels Estats Units, la regió va rebre una afluència de colons britànics lleials a l'Imperi Britànic que escapaven a terres sense colonitzar al nord del llac Ontario. Gràcies al seu port natural protegit, l'assentament va servir de base naval britànica. El 1787, els britànics van negociar a Toronto la compra de Mississauga amb un nou crèdit, a fi de garantir més d'un quart de milió d'hectàrees (1.000 km²) de terra en l'àrea de Toronto.
El 1793 John Greus Simcoe va establir la ciutat de York a l'actual assentament després de ser nomenat governador pel príncep Frederic, duc de York i Albany. Simcoe va triar la ciutat per substituir Newark com a capital de l'Alt Canadà, creient que la nova ubicació seria menys vulnerable als atacs dels nord-americans. Fort York es va construir a l'entrada del port natural de la ciutat, protegit per una llarga franja de sorra.

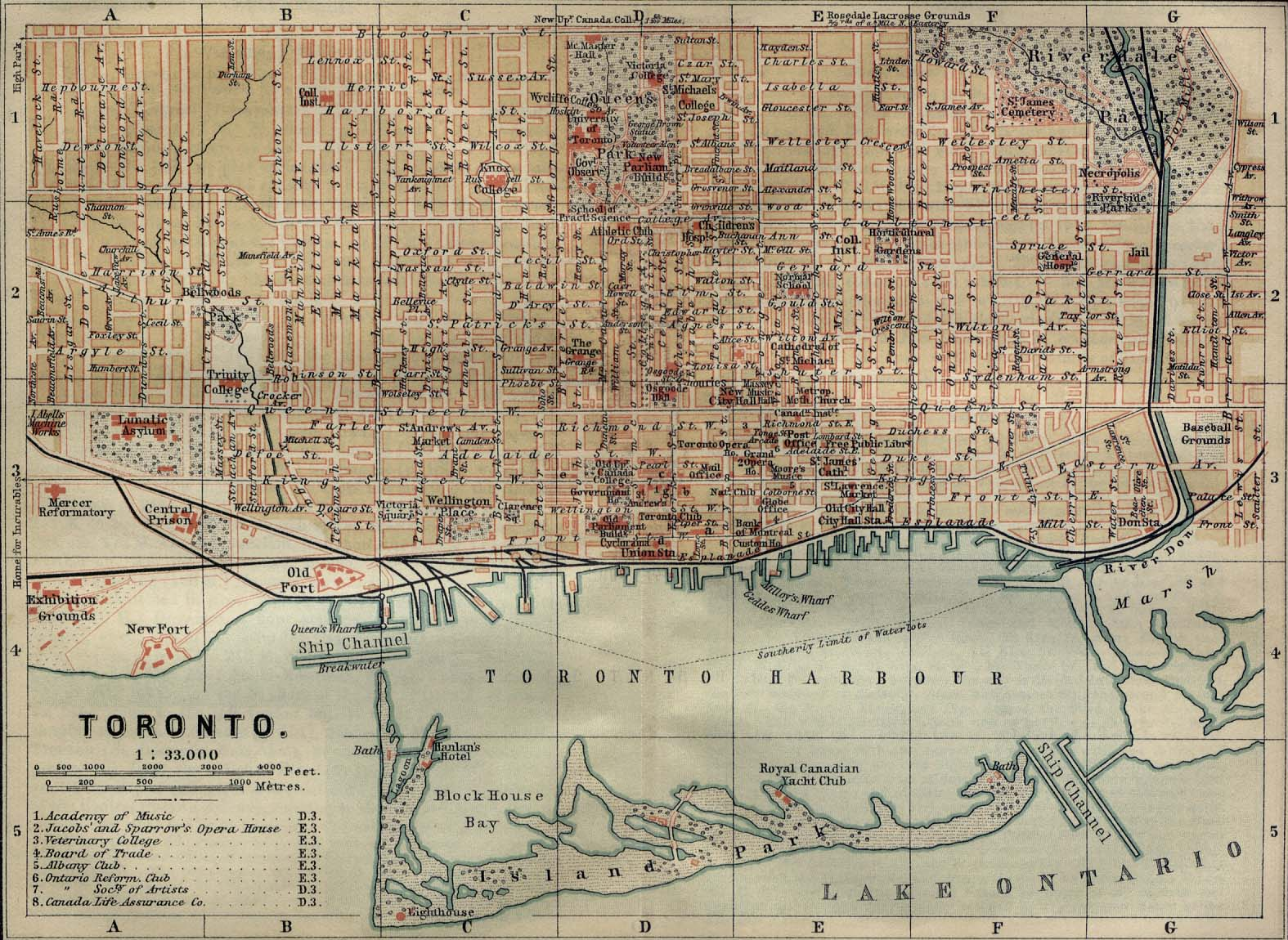
Mapa de Toronto, 1894.

El 1813, com a part de la guerra de 1812, la Batalla de York es va saldar amb la captura de la ciutat i el saqueig d'aquesta per part de les forces estatunidenques. El lliurament de la ciutat va ser negociada per John Strachan. Els soldats nord-americans van destruir gran part de Fort York i van calar foc als edificis del parlament durant els cinc dies de l'ocupació.
York va ser incorporada a la ciutat de Toronto el 6 de març del 1834, tornant a ser nomenada amb el seu nom natiu original. La població llavors era de 9.000 habitants, però es va excloure del cens als esclaus afroamericans, tot i que l'esclavitud va ser abolida a l'Alt Canadà el 1834. El polític reformista William Lion Mackenzie es va convertir en el primer alcalde de Toronto, i va fracassar en l'intent de rebel·lió que es va produir el 1837 per part de l'Alt Canadà contra el govern colonial britànic. La ciutat va créixer ràpidament durant la resta del segle xix com una important destinació dels immigrants que arribaven al Canadà. La primera gran afluència de població es va produir amb la gran fam irlandesa entre 1846 i 1849, el que va portar a un gran nombre de la diàspora irlandesa a la ciutat, alguns d'ells transitoris i la majoria d'ells catòlics. Per 1851, la població d'origen irlandès s'havia convertit en el major grup ètnic de la ciutat. Un nombre menor d'immigrants irlandesos protestants van ser rebuts per la població escocesa i anglesa, donant lloc a l'Orde d'Orange de Toronto que comptava amb una notable influència en la societat.
Toronto va ser, durant dos breus períodes, la capital de la província del Canadà: des del 1849 al 1852, arran dels disturbis a Mont-real, i posteriorment des del 1856 al 1858. Va ser substituïda per Quebec, que va esdevenir la capital fins a 1866 (un any abans de la Confederació Canadenca); des d'aquesta última data, la capital és Ottawa. Tal com ho havia estat a l'Alt Canadà des del 1793, Toronto va esdevenir la capital de la província d'Ontario després de la seva creació oficial el 1867. A causa de la seva condició de capital, la ciutat va ser també la ubicació de la Casa de Govern i la residència del virrei, representant de la Corona.

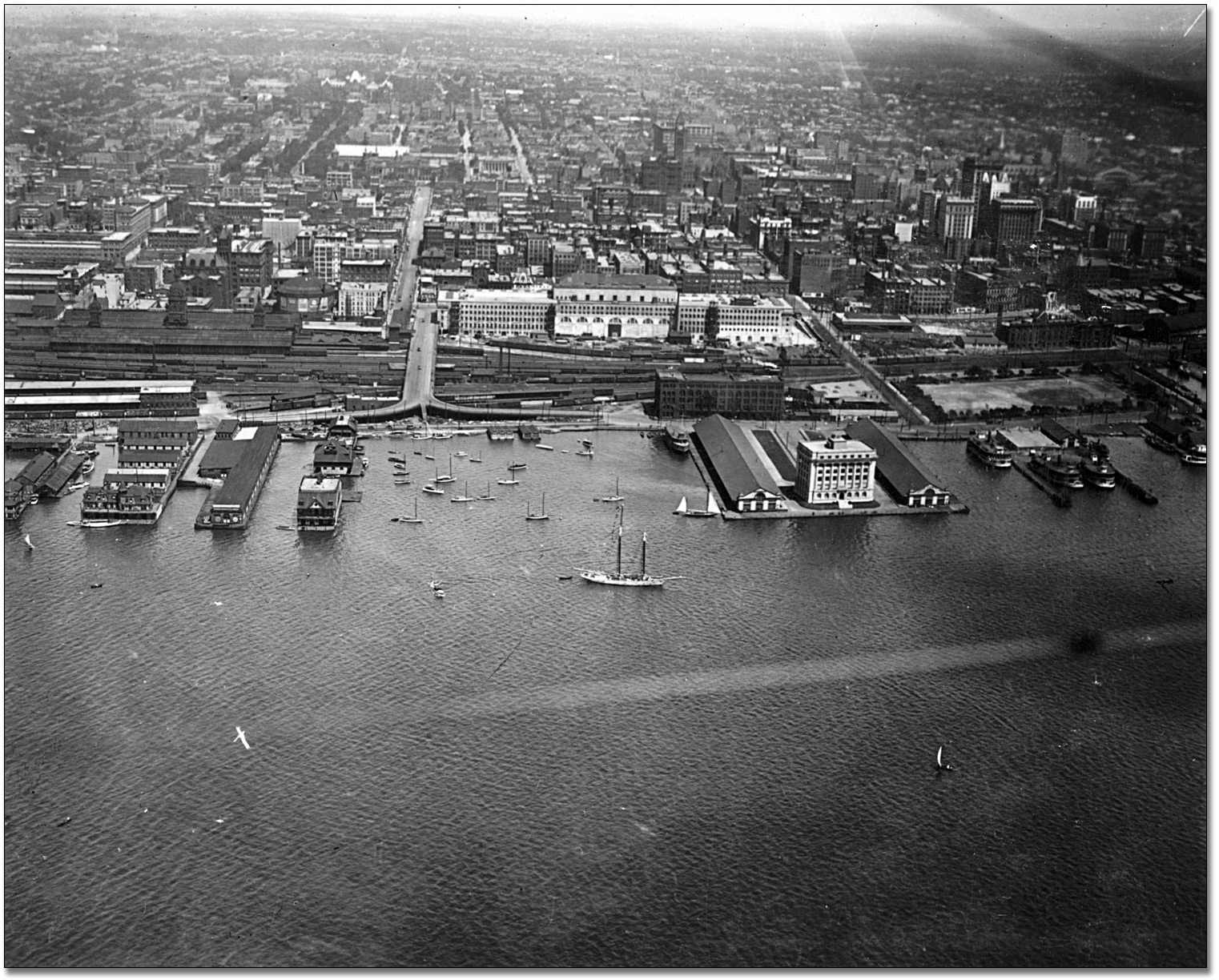
Port de Toronto, 1919. En primer pla hi ha la seu de la Comissió del Port al final d'un moll, que avui dia es troba a uns 500 m del port. Union Station també es pot veure en construcció.

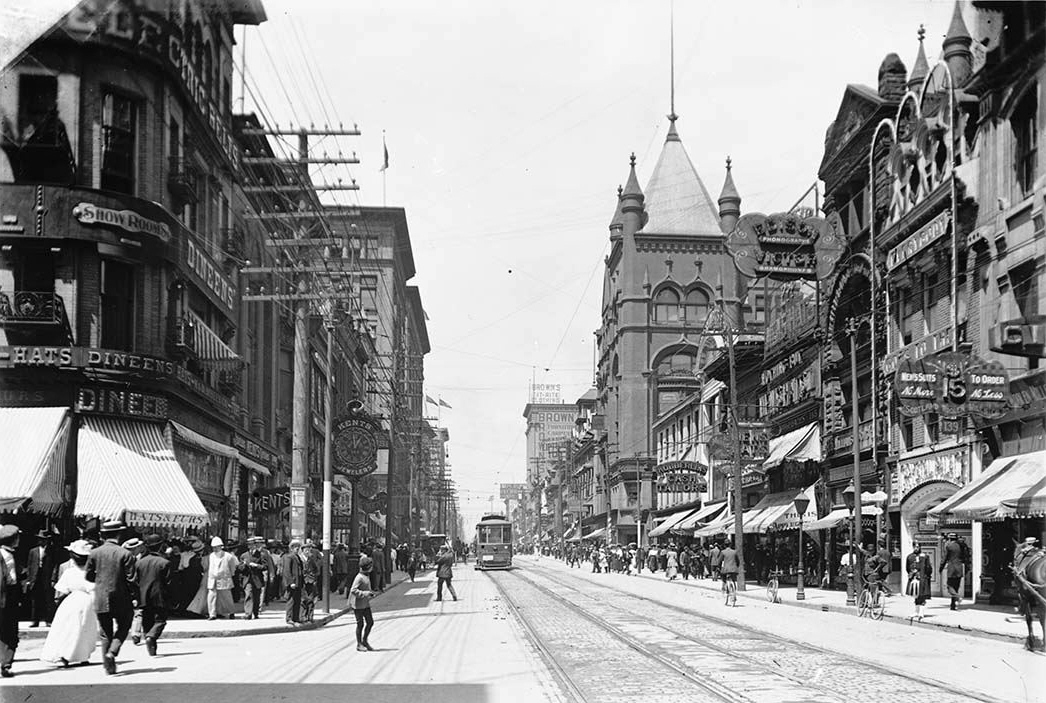
Vista de la Yonge Street al 1903.

Al segle xix, es va construir un extens sistema de clavegueram i es van il·luminar els carrers amb gas amb un servei regular. Es van construir línies de ferrocarril de llarga distància, incloent una ruta acabada el 1854 que unia la ciutat amb els Grans Llacs d'Amèrica del Nord. Les companyies de ferrocarril Grand Trunk Railway i Great Northern Railway es van unir en la construcció de la primera estació de ferrocarril. L'arribada del ferrocarril va augmentar dràsticament el comerç i el nombre d'immigrants que van arribar i, en estar a la vora del llac Ontario, va permetre a Toronto esdevenir un punt neuràlgic del comerç desenvolupat a l'interior del continent americà. Unes calesses tirades per cavalls van donar pas als tramvies elèctrics el 1891, quan la ciutat va concedir el funcionament del trànsit a la franquícia Toronto Railway Company. El sistema de transport públic va passar a ser propietat de la Toronto Transit Commission el 1921 i segueix en l'actualitat en la seva propietat, a més de les línies d'autobusos, tramvia i metro. El sistema de transport públic de la ciutat és el tercer amb major ús de l'Amèrica del Nord, només per darrere dels de Nova York i Ciutat de Mèxic.
El Gran Incendi de Toronto de 1904 va destruir una gran part del centre de la ciutat, però aquesta va ser ràpidament reconstruïda. El foc va provocar danys valorats en més de 10 milions de dòlars i va donar lloc a les més estrictes lleis de seguretat contra incendis; a causa d'això, també es va augmentar el departament de bombers de la ciutat.
La ciutat va rebre una nova onada de grups d'immigrants al pas del segle xix al XX, sobretot alemanys, italians i jueus de diverses parts de l'Europa oriental. Aquests van ser aviat seguits dels xinesos, els russos, els polonesos i els immigrants d'altres nacions d'Europa oriental. Com els irlandesos abans que ells, molts d'aquests nous immigrants es van instal·lar amuntegats en tuguris, com el Ward, que es localitzava al carrer Bay Street, que actualment és el centre financer del país. Malgrat el seu ràpid creixement a la dècada de 1920, la població de Toronto i la seva importància econòmica al Canadà es va mantenir en segon lloc molt de temps, per darrere de Mont-real. No obstant això, el 1934 la Borsa de Valors de Toronto (Toronto Stock Exchange) es va convertir en la més gran del país.
Després de la Segona Guerra Mundial, van arribar a la ciutat refugiats europeus i xinesos sense mitjans econòmics, igual que un bon nombre de treballadors de la construcció, sobretot italians i portuguesos. Després de l'eliminació de les polítiques d'immigració per motius de raça el 1962, van arribar immigrants d'arreu del món. La població va créixer en més d'un milió d'habitants el 1951 quan es va iniciar a gran escala la suburbanització, i es va duplicar a dos milions el 1971. En la dècada de 1980 havia superat a Mont-real com la ciutat més poblada i principal centre econòmic del Canadà. Durant aquest temps, en part a causa de la incertesa política plantejada pel ressorgiment de la sobirania del Quebec, moltes empreses nacionals i multinacionals van traslladar la seva seu social des de Mont-real a Toronto i a altres ciutats occidentals del Canadà.
El 1954 la ciutat de Toronto va ser federada en un govern regional conegut com a Zona Metropolitana de Toronto. El gran creixement de la postguerra es va traduir en un ràpid desenvolupament suburbà, ja que es creia que una estratègia coordinada en l'ús del territori i dels serveis compartits proporcionaria una major eficiència per a la regió. El govern metropolità va començar a gestionar els serveis que travessaven els límits municipals, incloent carreteres, aigua i transport públic. El 1967, els set municipis més petits de la regió es van fusionar amb els seus veïns més grans, el que va donar lloc a la configuració de sis municipis que inclouen l'antiga ciutat de Toronto i els municipis del seu voltant East York, Etobicoke, North York, Scarborough i York. El 1998, el govern metropolità va ser dissolt i els sis municipis van ser consolidats en un sol municipi, amb la creació de l'actual ciutat de Toronto.

## Geografia

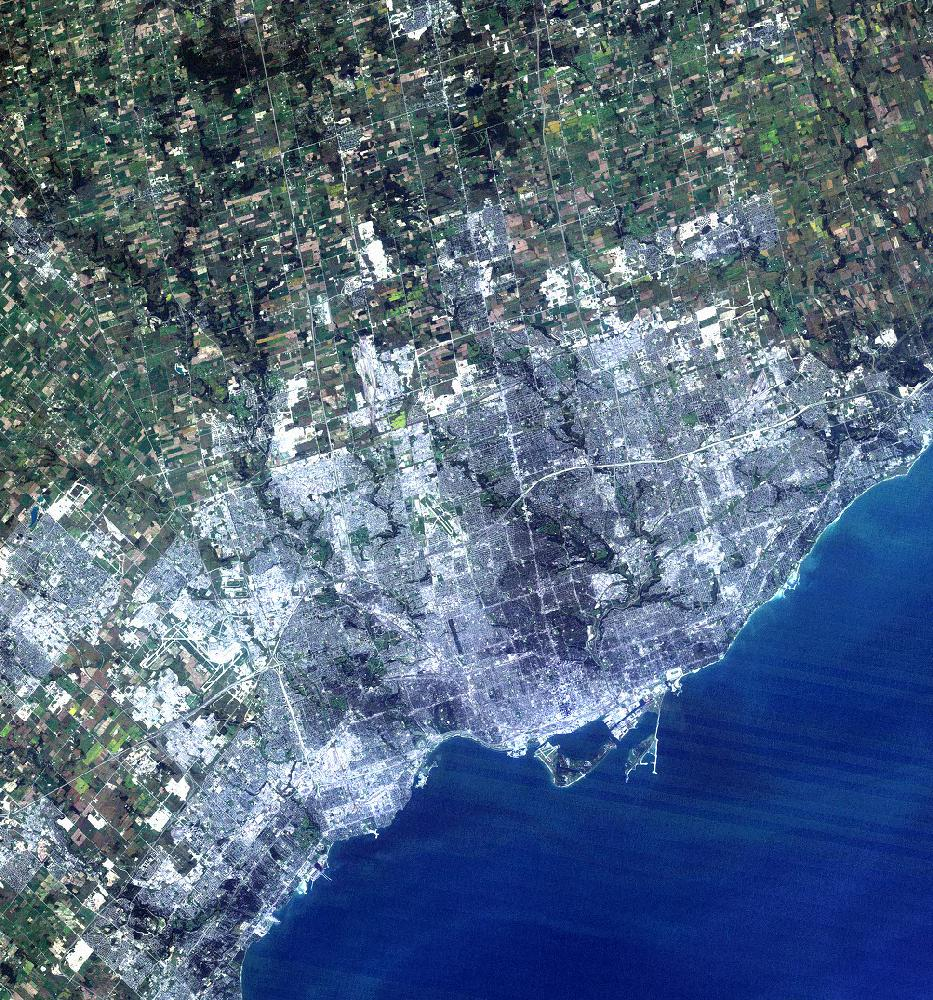
Imatge per satèl·lit de Toronto.

Toronto cobreix una àrea de 630 km²), amb una extensió màxima de nord a sud de 21 km i una extensió màxima d'est a oest de 43 km. La seva costa del llac Ontario és de 46 km de llarg. Les seves fronteres estan conformades pel llac Ontario al sud, la riera Etobicoke i l'Autopista 427 a l'oest, l'Avinguda Steeles al nord i el riu Rouge a l'est.

### Topografia
La ciutat està travessada per dos rius i nombrosos afluents: el riu Humber a l'extrem oest i el riu Don a l'est del centre de la ciutat, trobant-se els rius en extrems oposats de la badia de Toronto. La badia va ser creada naturalment per acumulació de sediments provinents dels corrents del llac que van crear les Illes de Toronto. La gran quantitat de rius i rierols que corrien des del nord cap al llac van crear grans barrancs altament boscosos, i van proveir llocs ideals per a parcs i llocs d'esbarjo. Tanmateix, els barrancs també interfereixen amb el plànol ortogonal de la ciutat, i això provoca que alguns carrers importants com l'Avinguda Finch, Carrer Leslie, Avinguda Lawrence i Avinguda St Clair acabin en un costat dels barrancs i continuïn en l'altre. Altres vies públiques com el Viaducte del Carrer Bloor requereixen creuar per sobre dels barrancs. Aquests profunds barrancs són útils per drenar el vast sistema de clavegueram de la ciutat durant l'època de pluges, però altres seccions, particularment a prop del riu Don, són propenses a fortes inundacions.
Durant l'última Edat de Gel, la part baixa de Toronto es trobava a sota del llac glacial Iroquois. Ara, una sèrie d'escarpaments marquen l'antiga vora del llac. Els escarpaments són més prominents des de l'Avinguda Victoria Park fins a la desembocadura del rierol Highland, on formen els Penya-segats de Scarborougs. Altres seccions destacades inclouen l'àrea a prop de l'Avinguda St Clair entre el Carrer Bathurst i el riu Don, i al nord del Carrer Davenport des de l'Avinguda Caledònia a l'Avinguda Spadina, els jardins de Casa Loma jeuen a sobre d'aquest escarpament. Encara que el seu terreny no és marcadament accidentat, Toronto té diferències d'elevació que van dels 75 m sobre el nivell del mar a la vora del llac Ontario fins als 270 m sobre el nivell del mar a prop dels terrenys de la Universitat de York a l'extrem nord de la ciutat.
Gran part del terreny de la riba del llac a la badia de Toronto és en realitat terreny artificial. A mitjans del segle xix la vora del llac va ser desplaçada un quilòmetre terra endins. En realitat les Illes de Toronto estaven connectades amb la costa fins que una tempesta el 1858 va debilitar la seva connexió, creant un canal que més tard seria usat per accedir als molls a través de la navegació.

### Clima

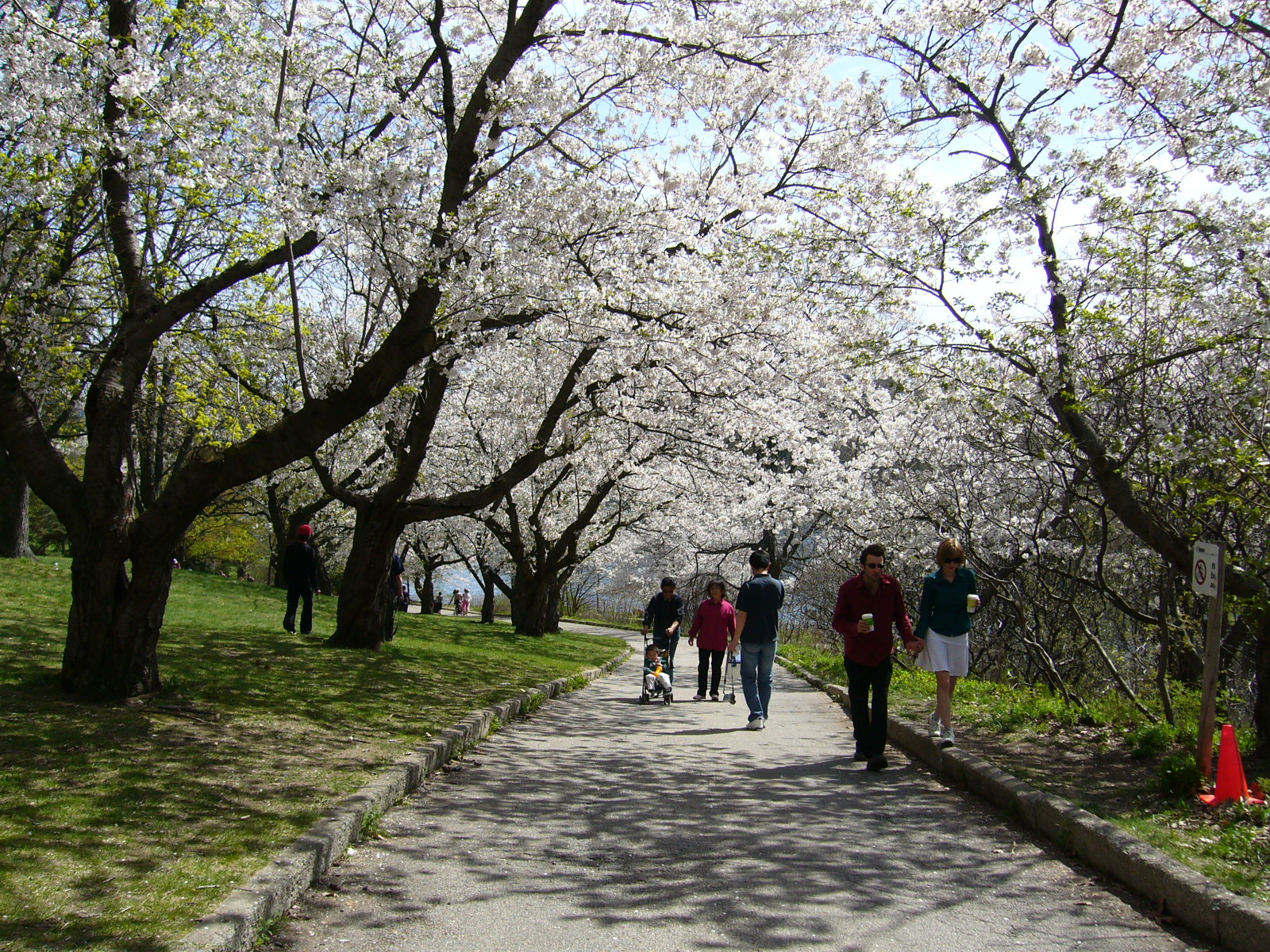
Aspecte primaveral de l'High Park de Toronto.

El clima de Toronto és suau (segons els estàndards canadencs) a causa de la seva localització meridional dins del país i per la seva proximitat al llac Ontario. Té un clima humit continental (Dfa en la classificació climàtica de Köppen), amb estius temperats i humits i generalment hiverns freds, encara que bastant benignes en comparació als estàndards del Canadà i del nord dels Estats Units. La ciutat experimenta quatre diferents estacions amb variacions considerables en la temperatura diària, particularment durant la temporada de clima fred. A causa de la urbanització i a la proximitat de l'aigua, Toronto té un interval de temperatures diürnes força baix, almenys en les zones urbanes i en les àrees properes al llac. En diferents èpoques de l'any, aquesta influència lacustre té diversos impactes locals i regionals en el clima, com el retard del començament de la primavera i de la tardor.

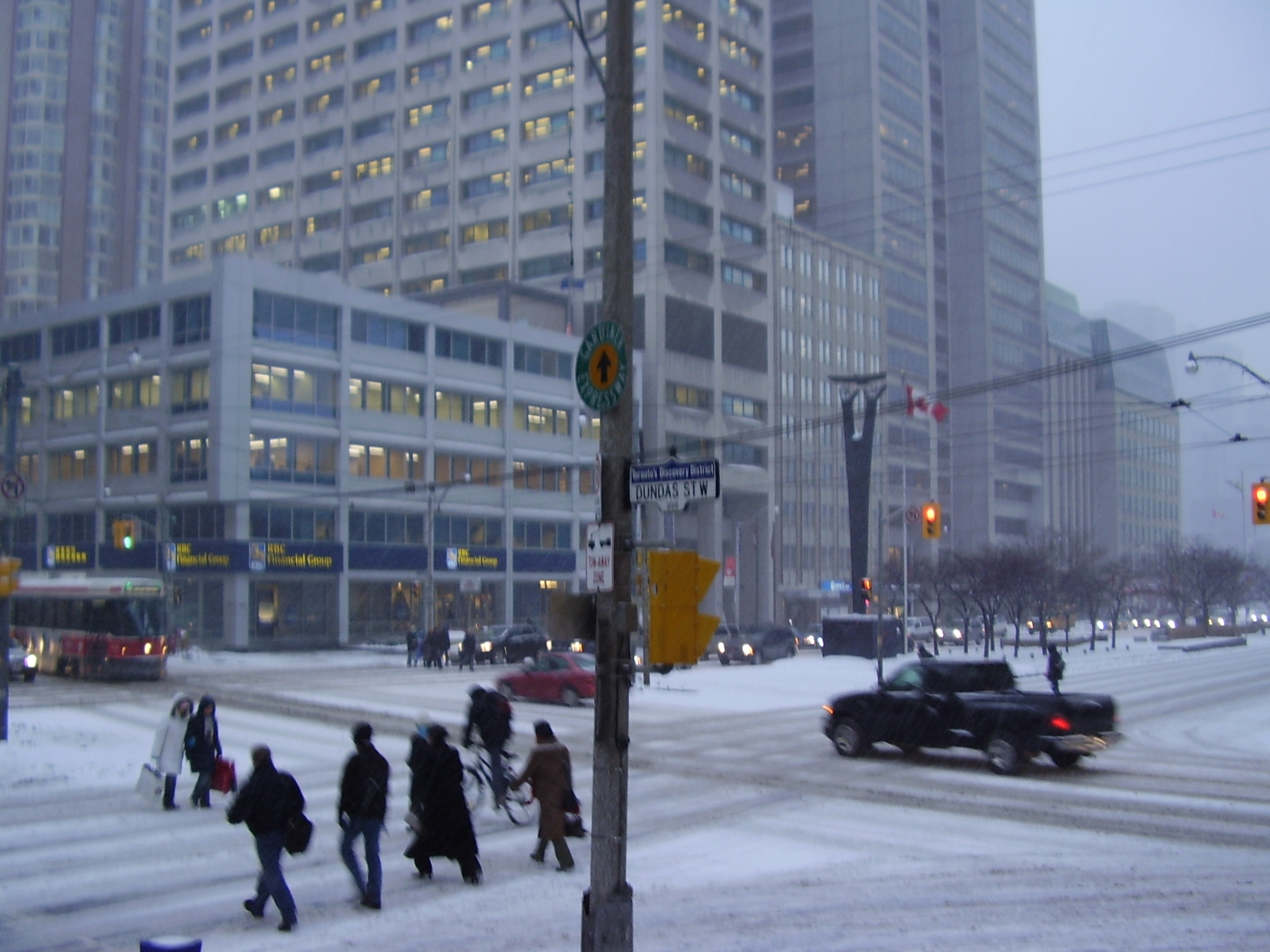
Toronto durant un dia de mitjans d'hivern.

Els hiverns de Toronto a vegades presenten curtes onades de fred quan les temperatures màximes romanen per sota dels -10 °C, encara que en general la sensació de fred és major a causa del vent. Les tempestes de neu, de vegades barrejades amb gel i pluja, poden interferir amb els horaris de treball i viatge. La neu pot caure en qualsevol moment entre novembre i mitjans d'abril. L'estiu a Toronto es caracteritza per llargs períodes de clima humit. Les temperatures durant el dia poden arribar a superar els 35 °C. La primavera i la tardor són estacions de transició amb temperatures generalment temperades o fresques amb alguns períodes secs o humits.
Les precipitacions es distribueixen al llarg de l'any de forma bastant homogènia, però l'estiu és usualment l'estació més humida, comptant fins i tot amb tempestes elèctriques. La precipitació anual mitjana és de 83 cm, amb nevades anuals mitjanes d'uns 133 cm. Toronto experimenta una mitjana de 2.038 hores amb llum, el que representa el 44% de les possibles, la major part d'elles durant la temporada de clima càlid.

## Demografia
Toronto és una de les ciutats amb una major diversitat ètnica del Canadà. En total, la ciutat té més de 150 grups ètnics que parlen més de 100 idiomes. Els grups ètnics més nombrosos de l'àrea de Toronto consisteixen en persones d'ascendència anglesa, escocesa i irlandesa. A mitjans del segle xx, molts europeus van emigrar a Toronto, especialment italians i portuguesos. Altres grups ètnics importants a l'àrea inclouen alemanys i a gent de l'Índia, del Pakistan i de Sri Lanka i una de les comunitats xineses més grans d'Amèrica del Nord. Toronto té una comunitat en creixement de caribenys, llatinoamericans, brasilers, africans i provinents del sud-est Asiàtic. Aquest gran ventall de cultures ha ajudat a fer de Toronto un centre cosmopolita amb una àmplia varietat de cultures, de gastronomia i amb una exquisida hospitalitat.
L'últim cens de població realitzat per l'Oficina Nacional d'Estadística del Canadà (Statistics Canada) va comptabilitzar 5.113.149 persones residents a Toronto el maig del 2006, població que, projectada, se situa en aproximadament 5.360.000 hab. el gener del 2009. La població de la ciutat va créixer en un 4% (96.073 residents) entre 1996 i 2001, a una taxa anual del 0,8%. Les persones per sota de 14 anys representen el 17,5% de la població i els majors de 65 anys el 13,6%. La mitjana d'edat és de 36,9 anys. El percentatge de persones nascudes a l'estranger és del 49,9%. Segons el Programa de les Nacions Unides, Toronto ocupa el segon lloc en percentatge més alt de població estrangera del món després de Miami. Fins i tot algunes estadístiques del país afirmen que Toronto ha superat a la ciutat de Florida. Mentre que a Miami han estat sempre els cubans i llatins en general els que han abanderat la immigració estrangera, a Toronto no hi ha una raça ètnica o nacionalitat principal, fent d'ella una de les urbs més diverses del món.
El 2001 les nacionalitats europees van formar el major grup ètnic de la ciutat, amb un 57,2%, entre els quals destaquen anglesos, irlandesos, escocesos, italians i francesos. Els segueixen els de raça xinesa (amb un 10,6%), els sud-asiàtics i indo-caribenys (10,3%), negres i afro-caribenys (8,3%), filipins (3,5%) i, finalment, llatinoamericans (2,6%).
Quant a les religions de la població torontoriana, el cristianisme, novament segons el cens del 2001, és la religió que compta amb més adeptes, amb un 31,1% de catòlics, seguits d'un 21, 1% que es declara protestant, un 4,8% cristians ortodoxos i un 3,9% d'altres credos cristians. La resta de religions el componen musulmans (6,7%), hinduistes (4,8%), jueus (4,2%), budistes (2,7%), sikhs (0,9%) i altres religions orientals (0,2%). El 18,7% assegura ser no-teista.
L'anglès és l'idioma predominant a la ciutat, però també té un alt percentatge de parlants altres llengües com ara el francès, l'italià, espanyol, xinès, portuguès, punjabi, tagal o hindi. L'idioma italià és el segon més parlat en l'entorn laboral.

## Barris
Moltes comunitats residencials de Toronto expressen un caràcter diferent que el dels gratacels del centre financer de la ciutat. Edificis d'estil victorià i eduardiana poden ser vistos en enclavaments com Rosedale, Forest Hill, Cabbagetown, l'Annex, el Bridle Path i Moore Park.
Wychwood Park és històricament significatiu per l'arquitectura de les seves cases i per ser una de les primeres comunitats que es van assentar a Toronto. El veïnatge de Wychwood Park va ser designada com un districte d'Ontario Heritage Conservation (Conservació de l'Herència d'Ontario) el 1985. Al barri de Casa Loma es va construir el 1911 un castell que tenia un ascensor, passadissos secrets i pistes de bitlles. Spadina House és una casa pairal del segle xix que en l'actualitat és un museu.
La Ciutat de Toronto comprèn una àrea geogràfica anteriorment administrada per sis municipis separats. Aquests han desenvolupat cadascun una història i identitat diferent durant anys i els seus noms segueixen sent usats comunament entre els torontonians. A tot arreu de la ciutat hi ha molts veïnatges de mida petita, i algunes més grans que arriben a cobrir quilòmetres quadrats. Els antics municipis que conformen l'actual Ciutat de Toronto són East York, Etobicoke, North York, Old Toronto, Scarborough i York.

### El vell Toronto (Old Toronto)

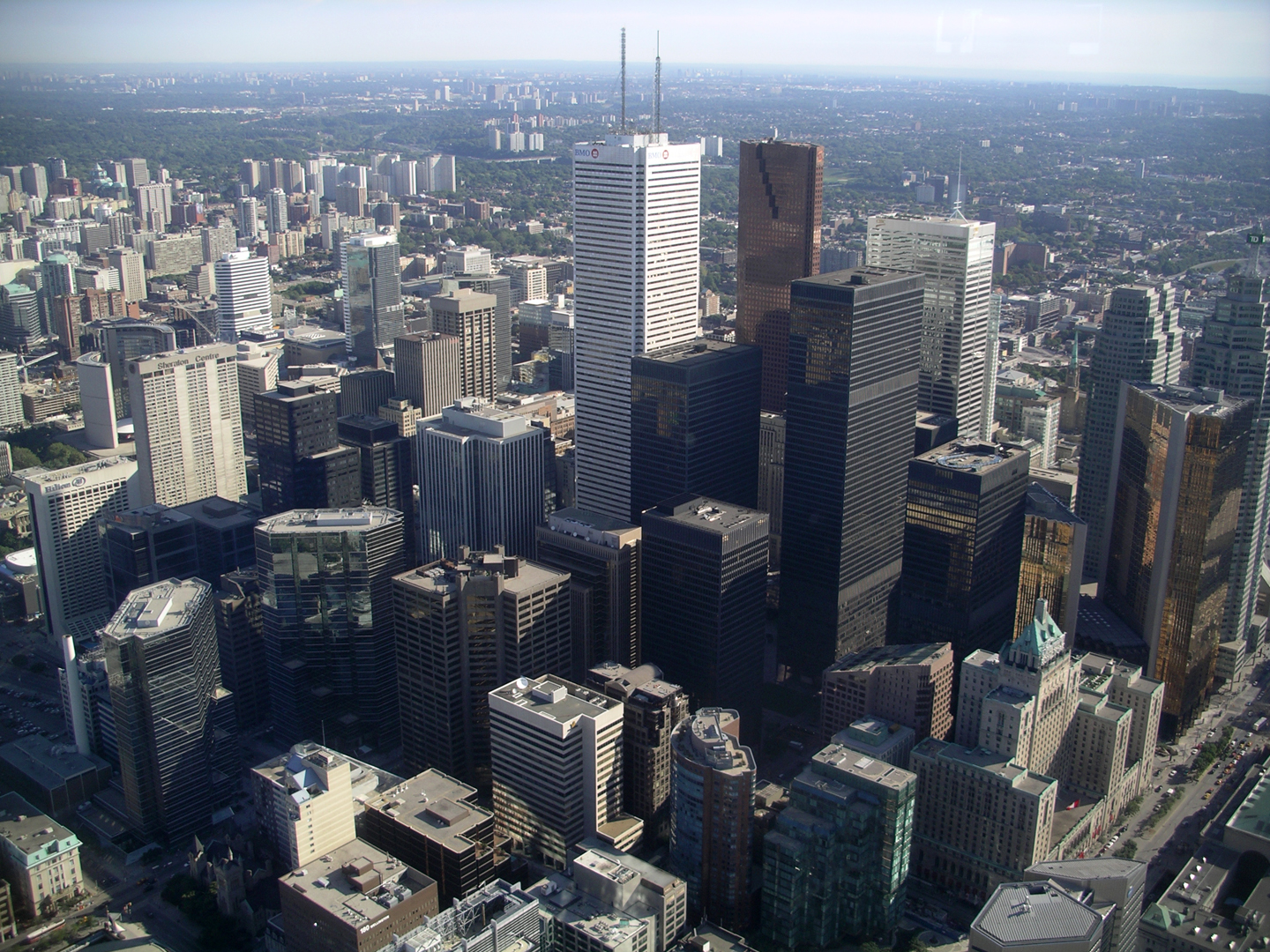
Vista dels gratacels del barri de negocis (Foto feta des de la Torre CN).

Old Toronto cobreix l'àrea coneguda normalment com a Downtown (Centre). Aquest és el cor històric de Toronto i la part més densament poblada de la ciutat. El barri de negocis de Toronto és el lloc on més gratacels hi ha al Canadà: First Canadian Place, Toronto-Dominion Centre, Scotia Plaça, Royal Bank Plaça, Commerce Court i Brookfield Place. Des d'aquest punt, l'horitzó de Toronto s'estén cap al nord, al llarg de Yonge Street. A Old Toronto hi ha també molts enclavaments residencials històrics com Yorkville, Rosedale, The Annex, Forest Hill, Lorenzo Park, Lytton Park, Moore Park i Casa Loma. En aquests barris destaquen, generalment, les cases de luxe. D'altra banda, en els veïnatges propers al centre de la ciutat, viuen un alt percentatge d'immigrants i famílies de baixos ingressos, que viuen en allotjaments socials i blocs d'apartaments, com St James Town, Regent Park, Moss Park, Alexandra Park i Parkdale. A l'est i a l'oest del Centre, veïnats com Kensington Market, Leslieville, Cabbagetown i Riverdale són àrees comercials i culturals, així com llar de molts artistes. Aquestes veïnatges compten també amb un creixent percentatge de professionals de classe mitjana i alta que interaccionen amb les situacions de les persones pobres que hi viuen. Altres veïnatges d'Old Toronto conserven una identitat ètnica, incloent dos barris xinesos, un barri grec i altres zones com Little Italy, Portugal Village i Little India entre d'altres.

### Barris interiors

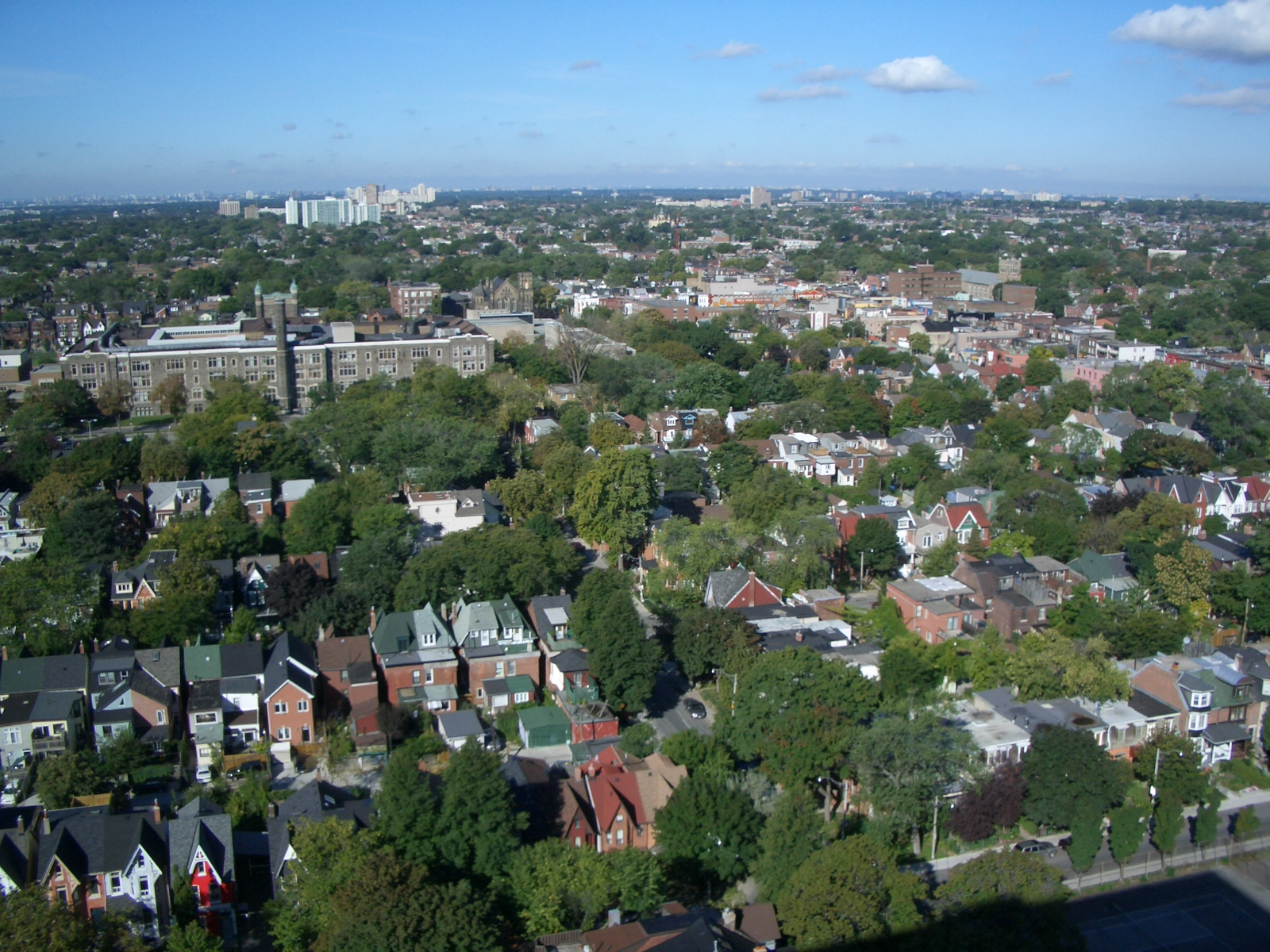
Cases unifamiliars.

Els barris interiors estan situats en els antics municipis de York i East York. Aquestes són les àrees on resideix normalment la classe obrera, allotjant-se en cases unifamiliars i petits blocs d'apartaments. Els veïnatges com Crescent Town, Thorncliffe Park, Weston i Oakwood-Vaughan consisteixen principalment en alts blocs d'apartaments que són la residència d'immigrants. Recentment, molts veïnats han començat a acollir ètnies de diferents classes i han patit una gentrificació a conseqüència del creixement de la població i de la construcció durant els anys 1990 i els anys 2000. Els primers veïnatges afectats van ser Leaside i North Toronto.

### Barris externs
Els anomenats barris exteriors comprenen els antics municipis d'Etobicoke, Scarborough i North York, els quals conserven en gran part el plànol ortogonal que hi havia abans l'esclat de la Primera Guerra Mundial. La ciutat va començar a créixer i a estendre's molt abans que es produís l'auge en la construcció d'habitatges, com es veu en mímic, Newtonbrook i West Hill. Aquests barris es van desenvolupar ràpidament després de la Segona Guerra Mundial i van començar a construir urbanitzacions de luxe com Bridle Path a North York, que és l'àrea que envolta els Scarborough Bluffs, i en la major part del centre d'Etobicoke: com Humber Valley Village i The Kingsway. Un dels més grans i més antigues "comunitats planificades" va ser Don Mill, les primeres parts van ser construïdes en els anys 1950. La barreja entre les cases unifamiliars i els grans blocs d'apartaments va fer popular el model de desenvolupament d'aquests barris. Alguns d'aquests models han estat copiats per altres municipis circumdants a l'Àrea Metropolitana de Toronto, encara que comptaven amb una menor densitat demogràfica. Més recentment, el centre de North York, que és travessat per Yonge Street, i el centre de Scarborough s'han convertit en barris de negocis secundaris fora del centre de la ciutat. L'alt desenvolupament d'aquestes zona ha atorgat a North York i a Scarborough uns horitzons propis distingibles del centre de Toronto.

### El "Districte de la destil·leria"(Distillery district)

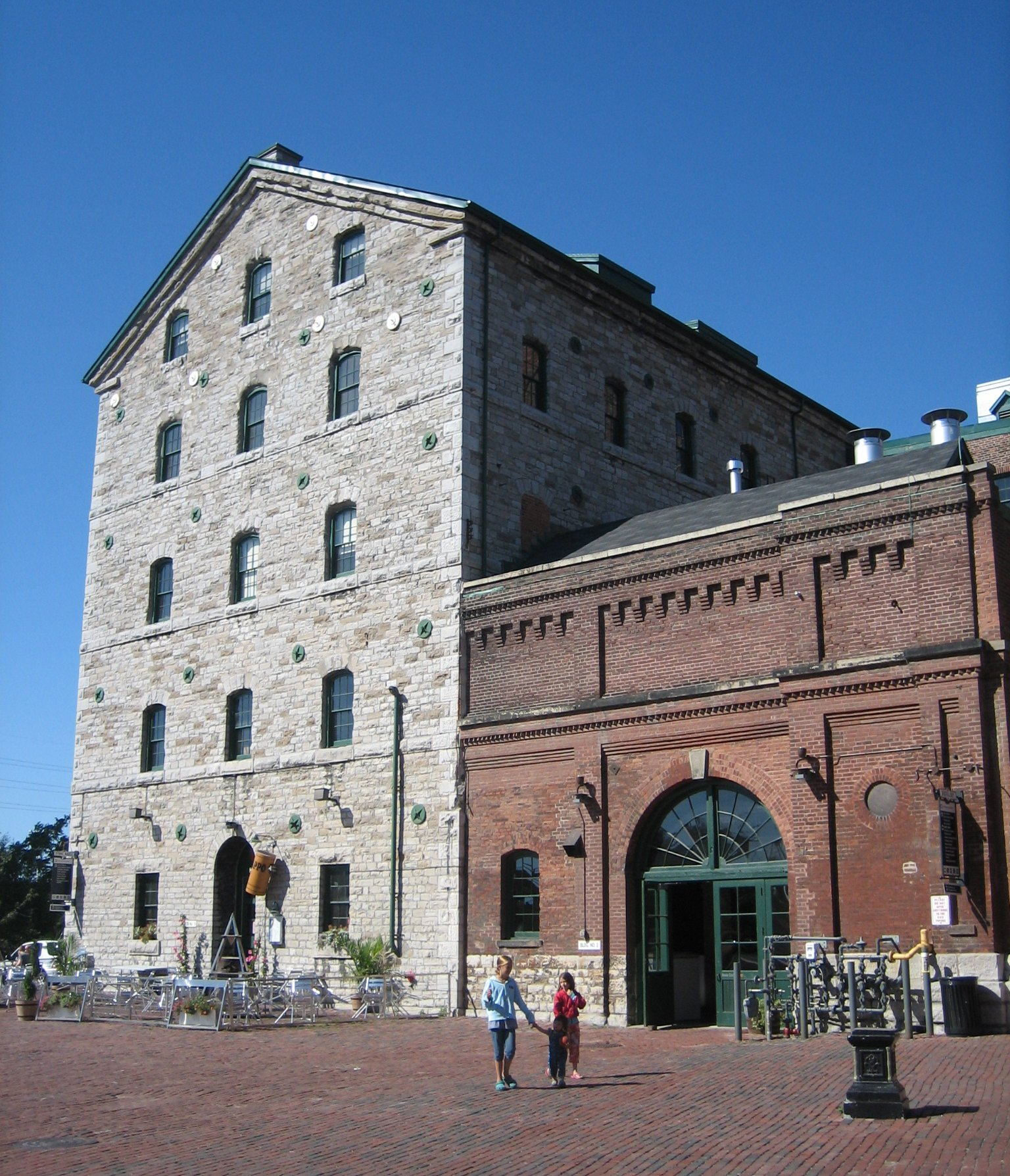
Imatge de la Stonehouse Distillery.

Un dels veïnatges més insòlits de Toronto és el Distillery district, que acull la col·lecció més gran i més ben conservada de l'arquitectura victoriana industrial a l'Amèrica del Nord. Aquest lloc d'interès nacional va ser catalogat per la revista National Geographic com a important lloc de visita per als turistes del Canadà. Les grans extensions industrials encara existeixen, en particular, a Scarborough i Etobicoke, encara que no a l'altura que una vegada van estar.

## Economia

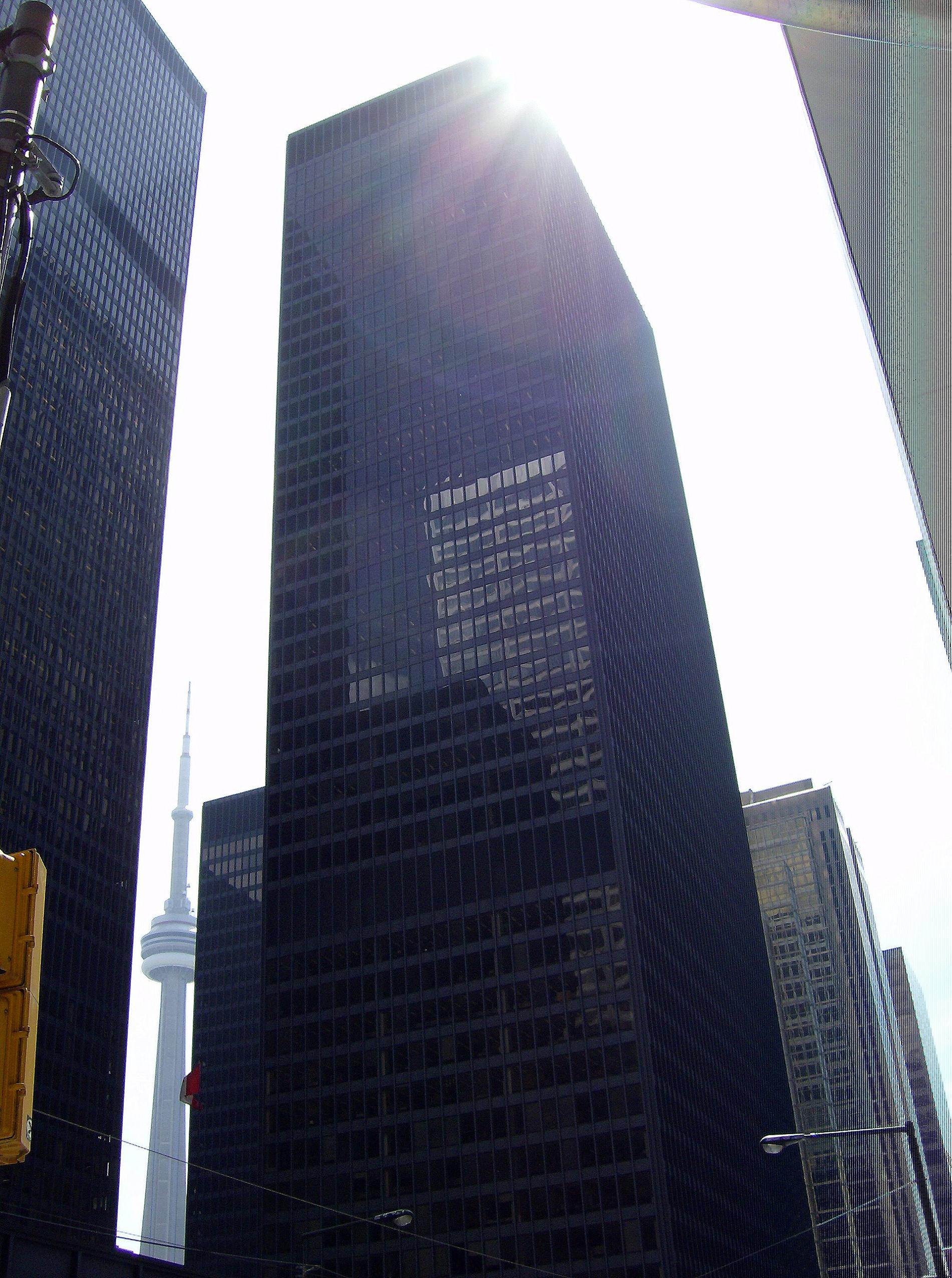
Els gratacels del Toronto-Dominion Centre, dissenyat per Mies van der Rohe.

L'economia de Toronto és una de les més variades i fortes d'Amèrica del Nord. És el principal centre industrial, comercial i financer del Canadà, i un dels principals del continent.
Fins a la dècada de 1970, Toronto era el segon nucli comercial del Canadà, darrere de Mont-real. El gran creixement econòmic de Toronto va ser estimulat pel descobriment de grans jaciments de recursos naturals al llarg de la província d'Ontario i de la creixent presència de la indústria automobilística a tot el sud de la província. A més d'això, la inauguració del riu de Sant Llorenç va permetre la navegació de vaixells entre l'oceà Atlàntic i els Grans Llacs d'Amèrica del Nord, fent de Toronto un important centre portuari.
Durant la dècada de 1960, el nacionalisme quebequès i l'aprovació de diverses lleis que obligaven a les empreses amb seu al Quebec a utilitzar només el francès com a idioma de treball, va fer que diverses empreses que tenien anteriorment la seva seu a Mont-real (especialment les grans multinacionals, el mercat s'estén molt més enllà dels límits del Quebec) es mudessin a Toronto, on el francès no és necessari per a les activitats comercials.
Segons dades del 2004, el producte interior brut de Toronto és d'aproximadament 129.000 milions de dòlars canadencs i la seva renda per capita de 43.000 dòlars. Si Toronto fos un país independent, tindria el 42 major PIB del món. Amb un producte interior brut de prop de 240.000 milions de dòlars, l'àrea metropolitana de Toronto té el novè major PIB entre les grans metròpolis mundials, darrere de Nova York, Londres, Tòquio, Osaka, París, Los Angeles, Chicago i Madrid.

### Comerç i finances

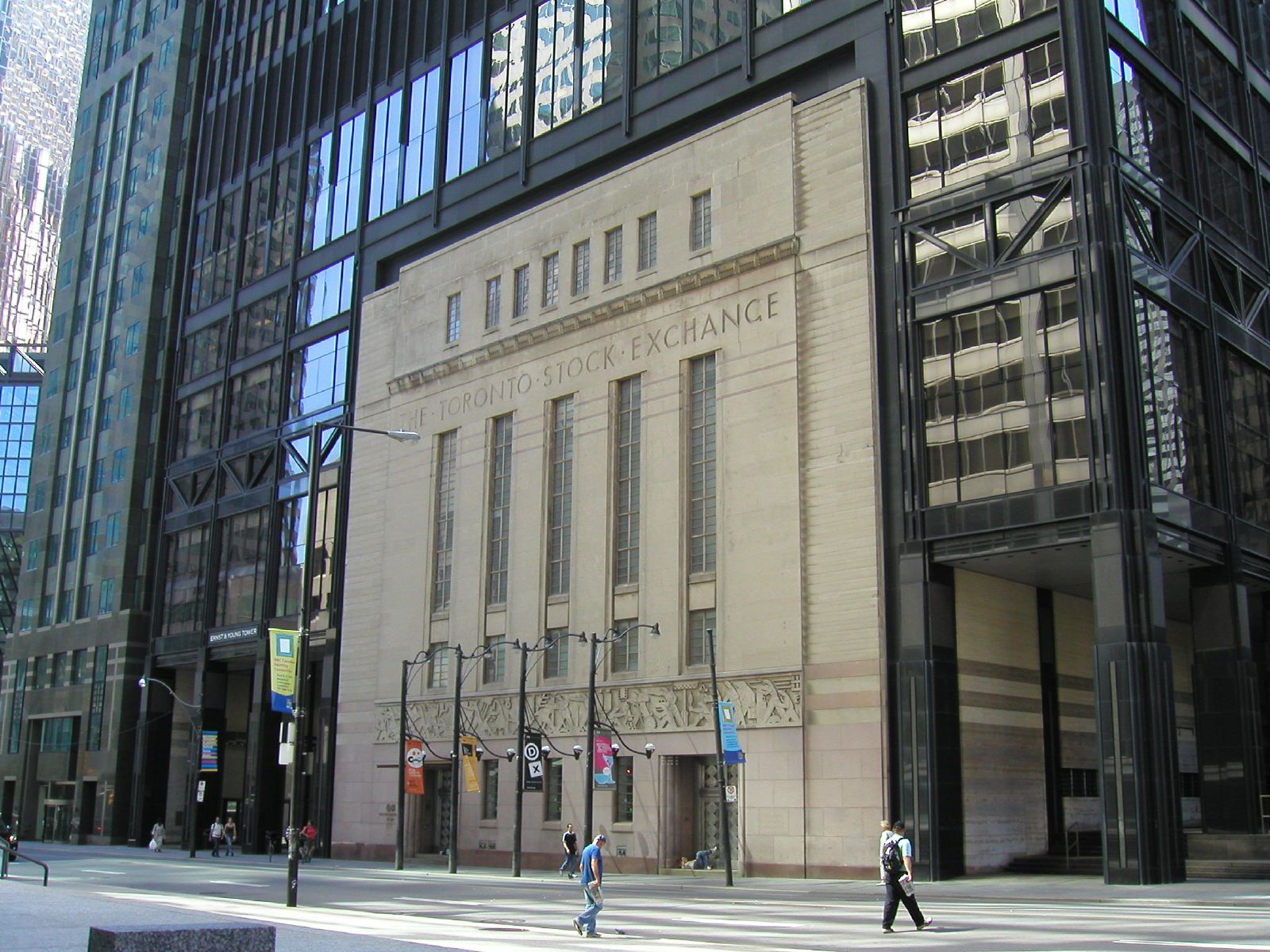
Vista exterior del anterior Toronto Stock Exchange (1937), al Bay Street.

Toronto és el principal centre bancari del país, els cinc grans bancs del país tenen les seves casernes generals a la ciutat. En total, quatre de cada cinc bancs canadencs tenen la seu a la ciutat. La borsa de valors de Toronto, la Toronto Stock Exchange, és la major del Canadà i la segona més gran del continent americà (darrere de la New York Stock Exchange, localitzada a la ciutat nord-americana de Nova York) i la sisena més gran del món. Va ser la primera borsa de valors de tot el continent americà a comercialitzar accions electrònicament. Toronto també és el centre del comerç majorista del Canadà. El Bay Street és el cor financer del Canadà. Aquí estan localitzades les seus dels quatre majors bancs del Canadà i la majoria dels gratacels més alts de la ciutat.
Nombroses empreses tenen la seu a la ciutat, com és el cas de la Hudson s Bay Company, Manulife Financial, TD Canada Trust, Canadian Imperial Bank of Commerce, Royal Bank of Canada, Scotiabank, Bank of Montreal, Celestica, Four Seasons Hotels, Rogers Communications i MDS Inc entre d'altres. Altres tantes tenen les seves seus a l'Àrea Metropolitana de Toronto, fora dels límits de la ciutat, com Nortel, IBM Canadà, Citibank Canadà i Magna International.

### Indústria
Ontario disposa de nombrosos recursos naturals com ara fusta, alumini, coure, ferro, níquel, plata, or, urani i zinc. A més d'això, la gran quantitat de rius, llacs i cascades va permetre la construcció de diverses centrals hidroelèctriques, i els dipòsits d'urani van permetre la construcció de centrals nuclears. Això, a més d'una eficient xarxa de ferrocarril, carreteres i canals han fet de Toronto el centre industrial del Canadà. Actualment, té més de 5.700 fàbriques. Les fàbriques localitzades a l'àrea metropolitana de Toronto produeixen la meitat dels productes industrialitzats fabricats al Canadà. Prop d'un terç de la força de treball de Toronto treballa en fàbriques.
Les majors activitats industrials de la ciutat són el processament d'aliments, la indústria automobilística i la impressió de diaris, revistes i material publicitari. Altres activitats industrials importants són la indústria tèxtil, la fabricació de productes electrònics, paper i mobles.

### Mitjans de comunicació
La ciutat de Toronto s'ha convertit en un dels centres de la indústria cinematogràfica del Canadà juntament amb Vancouver, i un dels més grans d'Amèrica del Nord, a causa del baix preu de la producció de pel·lícules i sèries de televisió al Canadà, en relació als Estats Units. Els seus carrers i monuments es poden veure en una varietat de pel·lícules que imiten els carrers de les grans ciutats dels Estats Units, com Chicago i Nova York. Toronto produeix més pel·lícules i programes de televisió que qualsevol altra ciutat americana a excepció de Los Angeles i Nova York.

### Compres

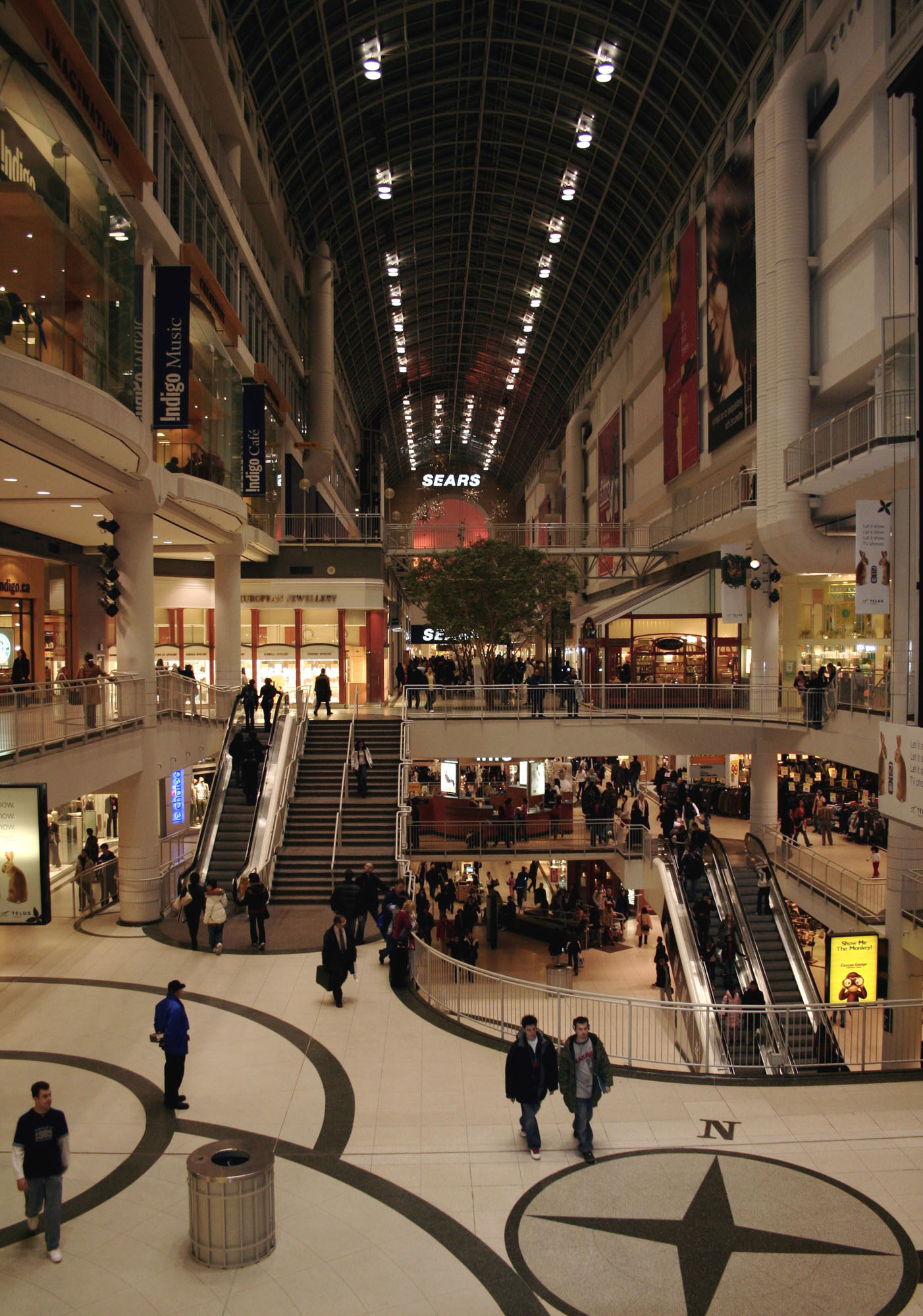
Interior del Toronto Eaton Centre.

A Toronto es poden trobar moltes botigues especialitzades, particularment a prop dels carrers Bloor i Bay, com ara boutiques exclusives i botigues de joguines. Gràcies possiblement al clima, Toronto posseeix un extens conjunt de galeries comercials subterrànies, que en general estan obertes de 9 am a 5 pm Aquestes botigues són generalment de moda, si bé en aquests complexos subterranis són presents també botigues especialitzades en joguines i fins i tot accessos a botigues grans.
Al llarg de Queen Street és la major botiga de càmeres de Toronto. Les grans superfícies escassegen al centre de Toronto, encara que els seus suburbis disposen d'amplis centres comercials, grans magatzems i botigues especialitzades, especialment a prop de l'Orfus Road, propera als grans magatzems de Yorkdale.
El districte de la moda es localitza a prop de King i Spadina, a prop de l'Old Chinatown al nord i el districte dels espectacles (Entertainment District) a l'est.
El St Lawrence Market és un històric mercat que compta amb una secció a l'aire lliure durant els mesos d'estiu, en el qual s'ofereixen aliments frescos cultivats en el lloc. Kensington Market també té una secció a l'aire lliure localitzada a prop del Chinatown.
La ciutat en si té grans centres i galeries comercials. Comprar a Toronto s'ha convertit en una atracció més per als turistes. Per exemple, el Toronto Eaton Centre va rebre la designació especial d'"atracció turística" a la dècada de 1980.

### Restaurants
Toronto disposa d'una extensa varietat de restaurants, com a resultat de la seva diversitat cultural.

## Educació

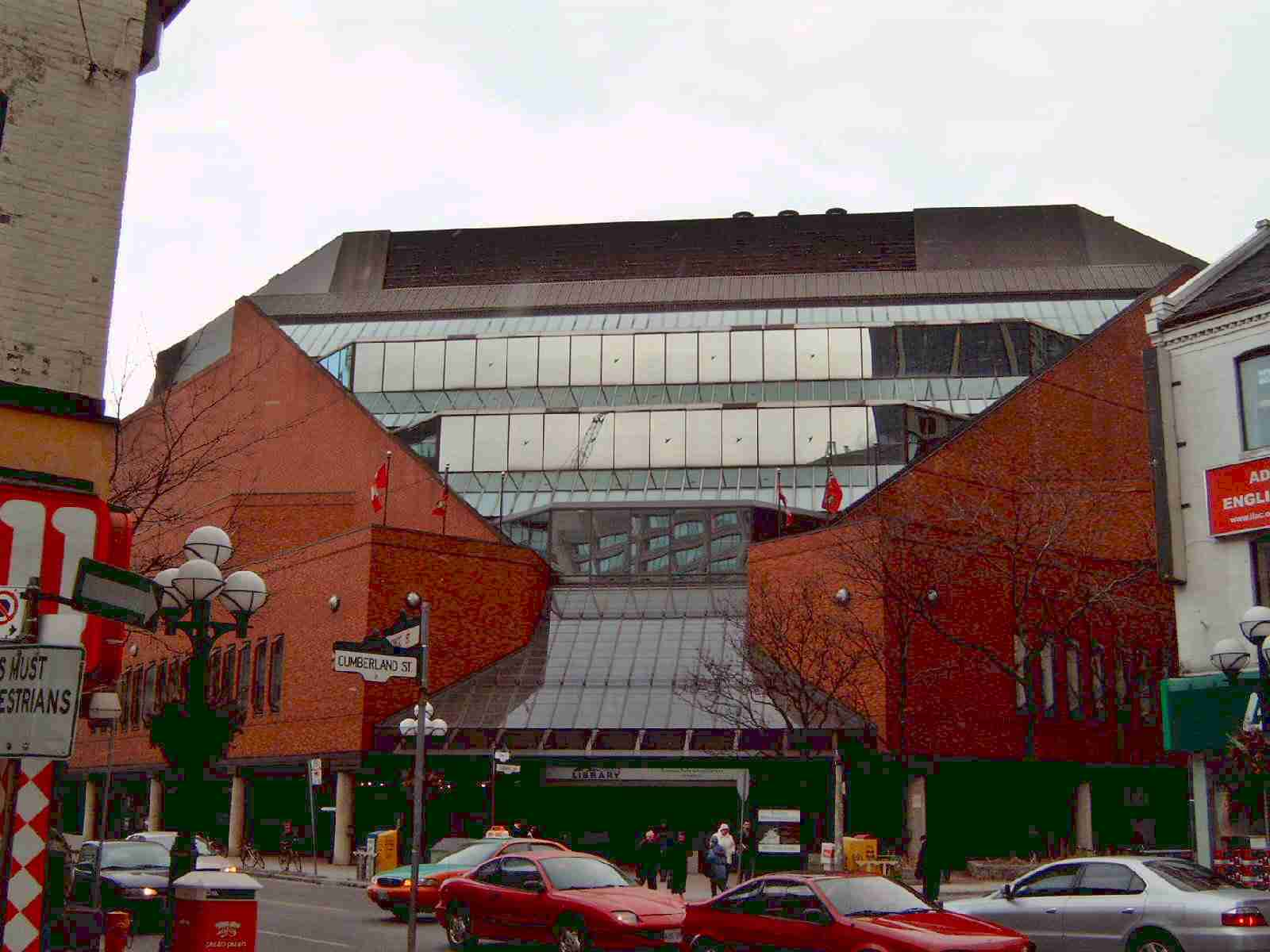
La biblioteca central de Toronto.

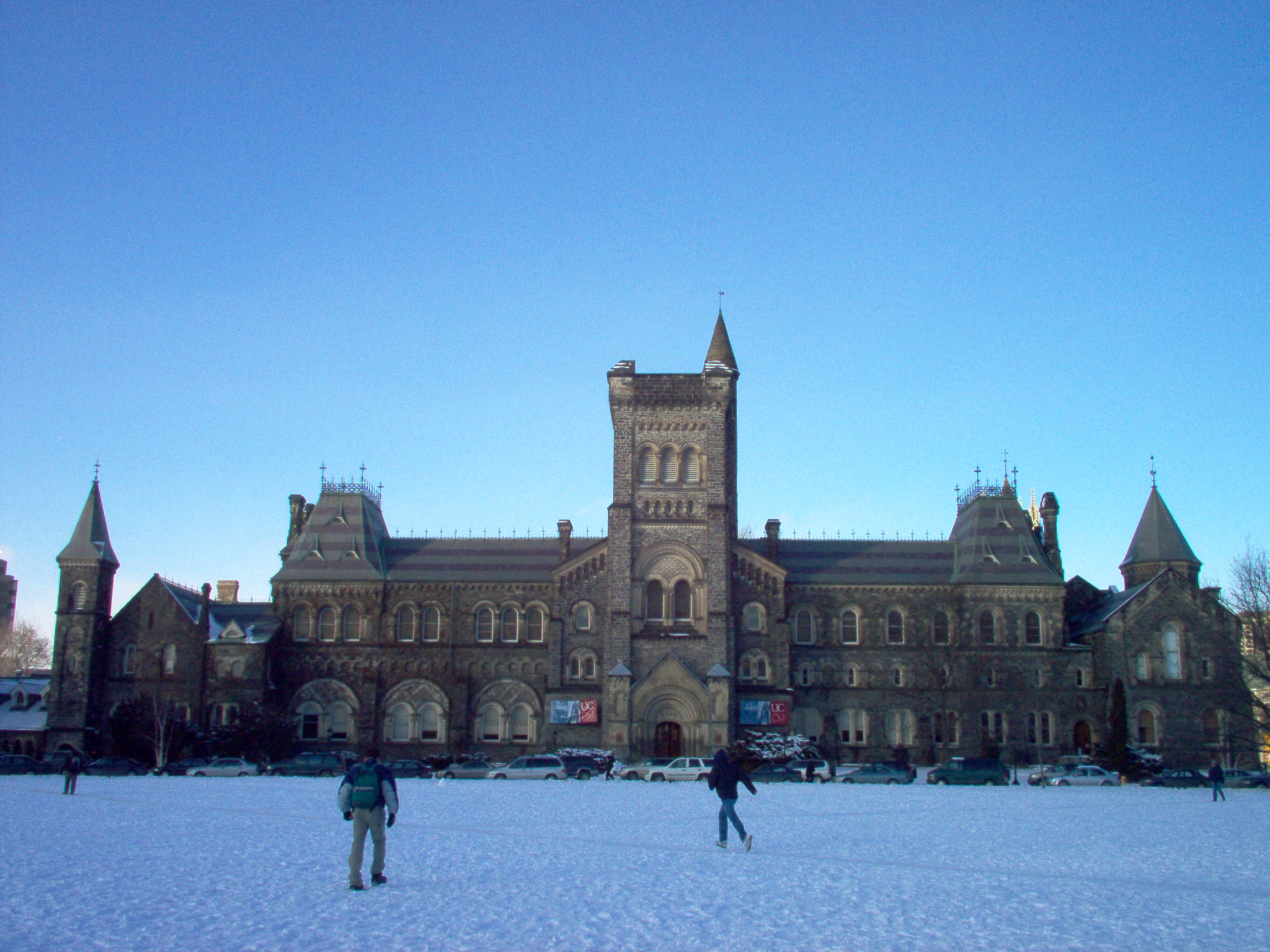
El campus central de la Universitat de Toronto.

Gairebé les tres quartes parts dels estudiants de les escoles primàries i secundàries de Toronto s'educa en l'àmbit públic de la ciutat. La resta ho fan en institucions catòliques privades. Toronto té tres universitats: la Universitat de Toronto, la Universitat York i la Universitat Ryerson. La primera és la més antiga, fundada el 1827. Altres escoles a Toronto inclouen a l'Escola Nacional del Ballet Clàssic, la Universitat d'Art d'Ontario i l'Hivernacle Reial de la Música.

### Escoles
El sistema públic escolar de Toronto està administrat pel Consell Escolar del Districte de Toronto (Toronto District School Board, TDSB). En total aquest sistema administra 427 escoles (s'estima que són més de 300.000 els estudiants que estudien en elles anualment, el que fa del TDSB el major districte escolar del Canadà i el quart d'Amèrica del Nord). El sistema catòlic d'educació administra altres 80 escoles, que són responsables de l'educació de més de 70.000 alumnes.

### Biblioteques
El municipi de Toronto administra el major sistema de biblioteques públiques del país i el segon més freqüentat del món en nombre de visites, només per darrere de Hong Kong. Són 99 biblioteques repartides per la ciutat, amb més de nou milions d'articles diferents. La gran col·lecció de llibres, revistes, vídeos, disc compacte, DVD i enciclopèdies està disponible en diversos idiomes diferents, sent l'anglès el més comú.

### Ensenyament superior
Toronto posseeix tres universitats. El campus central de la Universitat de Toronto (U of T) es localitza al centre de la ciutat i és la major universitat del Canadà, emprant a nou mil persones i responsable de l'educació de més de 53.000 estudiants. La U of T també disposa de dos campus menors, un a Scarborough i un altre a Mississauga. Les tres juntes atenen prop de 71.500 estudiants a l'any. A Toronto es localitzen dues universitats: la Universitat York, localitzada a North York, i la Universitat Ryerson, localitzada en el centre de la ciutat. La primera atén a 45.000 estudiants a l'any, i la segona, a 20.000.
Toronto té també altres cinc facultats. La Facultat d'Art i Disseny d'Ontario és una de les facultats d'art més prestigioses de l'Amèrica del Nord. Les altres quatre facultats, Facultat Seneca, Facultat Humber, Facultat Centennial i Facultat George Brown, posseeixen un total de 29 campus repartits al llarg de la ciutat.

## Govern

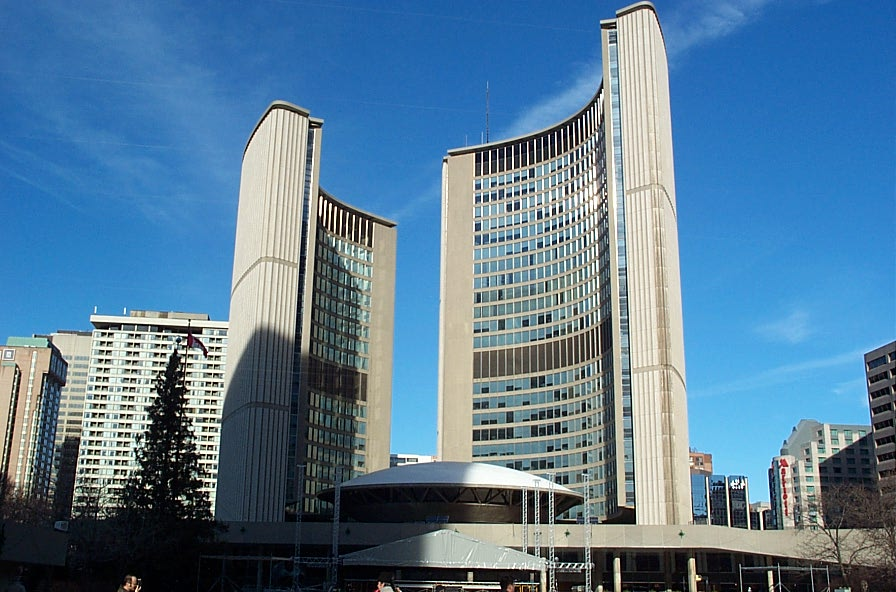
Toronto City Hall

El govern de la ciutat està situat en el Toronto City Hall, al centre comercial de la ciutat, a prop del Nathan Phillips Square. Va ser construït durant els primers anys de la dècada de 1960, en el lloc on se situava l'antiga Chinatown de la ciutat (que es va mudar a la cruïlla de Spadina Avenue amb Dundas Street), substituint a l'antic edifici de l'ajuntament, l'Old City Hall. Avui és un dels punts més coneguts de la ciutat.
És fruit d'un dels grans concursos d'arquitectura mai organitzats per una ciutat. El jurat internacional format per a l'ocasió va haver d'avaluar 520 projectes de 42 països diferents. El 1958, el llavors alcalde de Toronto, Nathan Phillips, va anunciar el guanyador del concurs: es tractava de Viljo Revell, un arquitecte finlandès. Les obres van començar el 1961 i la inauguració oficial va tenir lloc quatre anys més tard, el 13 de setembre de 1965.

## Cultura i entreteniment

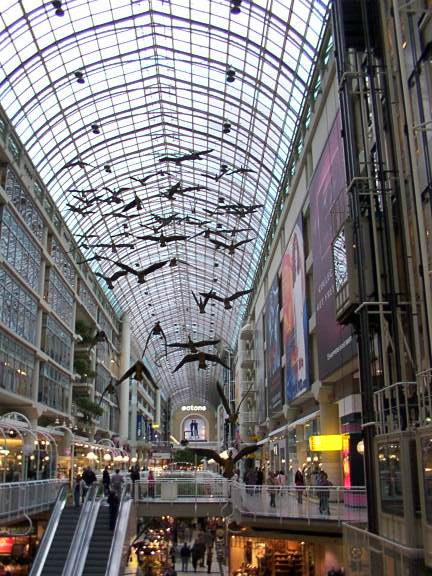
Vista del Toronto Eaton Centre, el centre comercial més conegut de la ciutat.

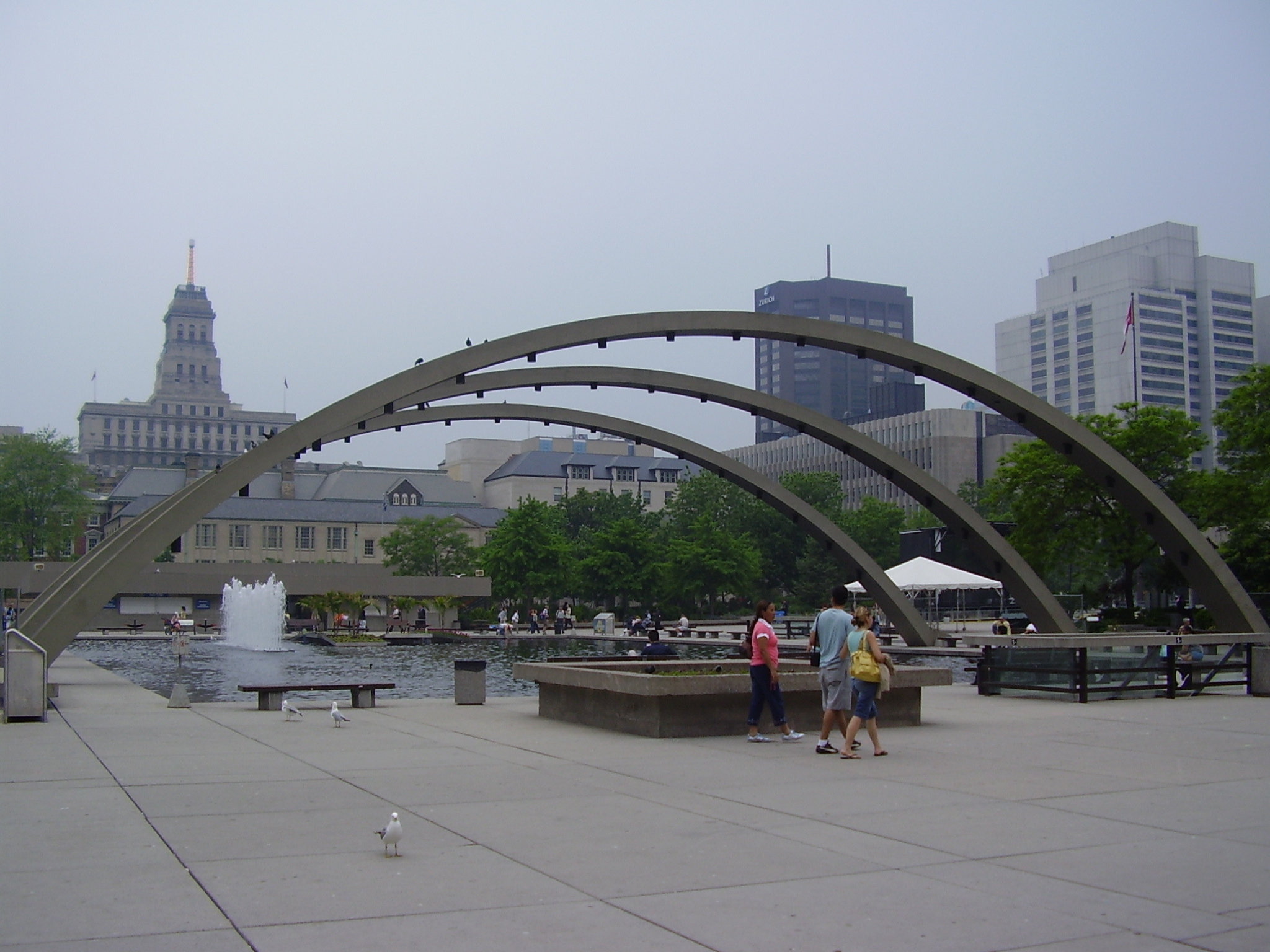
Nathan Phillips Square.

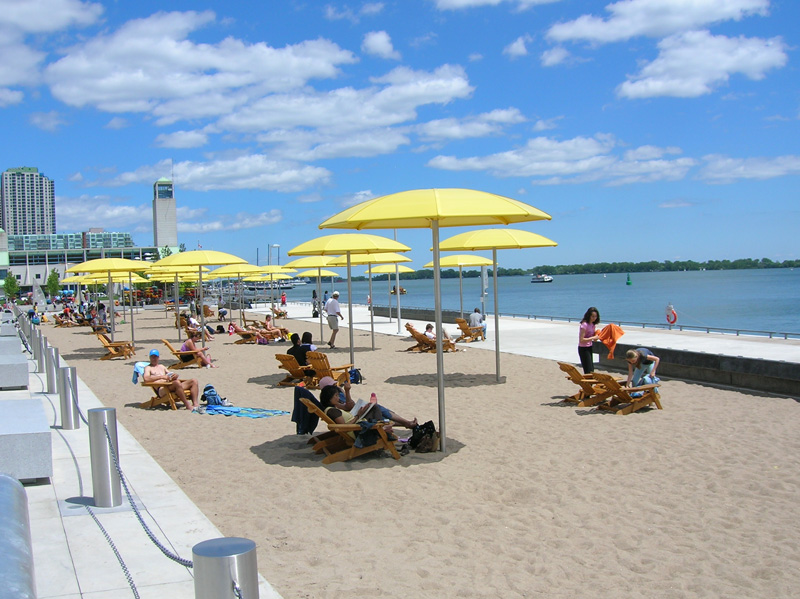
Platja urbana de Toronto.

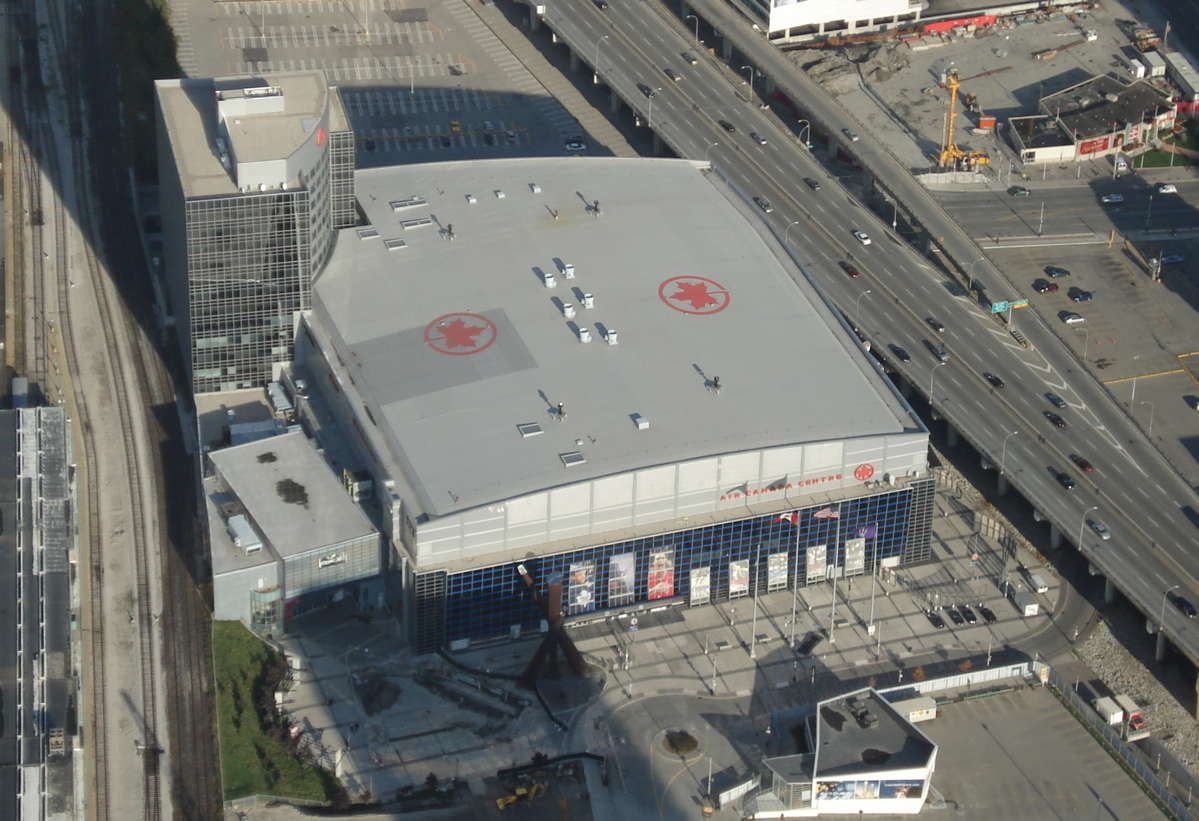
Vista de l'Air Canada Centre des de la Torre CN.

### Arquitectura
L'arquitectura dels edificis de Toronto és majoritàriament contemporània, encara que alguns dels més antics tenen una arquitectura basada en l'estil gòtic o en l'estil Art Déco. El cel de Toronto està dominat per grans gratacels. És la ciutat amb els gratacels més grans en desenvolupament i construcció de tot l'hemisferi occidental.
Moderna i contemporània
- La Torre CN, la principal targeta de presentació de la ciutat i l'estructura més alta del món no sostinguda per cables i en terra ferma després del Burj Khalifa. La torre té un total de 553 metres d'altura, localitzada en el centre de la ciutat, prop del litoral, atrau milions de turistes per any. Va ser inaugurada el 1976.
- El Toronto City Hall, l'edifici de l'ajuntament, és una distingida atracció arquitectònica, amb el seu estil modernista, d'aproximadament 100 metres d'altura. Propera a l'ajuntament hi ha l'edifici del Consell Municipal, que té la forma d'una ostra. Els dos edificis que componen l'ajuntament i l'edifici del Consell Municipal es localitzen en una plaça de cinc hectàrees de superfície, la Nathan Phillips Square, localitzada pròxima a l'Old City Hall, l'antic edifici de l'ajuntament.
- Toronto té nombrosos gratacels. Són en total 1.623 edificis amb més de 12 pisos. Toronto és considerada per Emporis la desena ciutat del món amb el cel més dominat per gratacels. Diversos dels seus gratacels són uns dels més alts del món. Actualment, el més alt d'ells, el First Canadian Plau, té 296 metres d'altura. Serà superat en breu pel Trump International Hotel & Tower.

Neoclàssica, neogòtica, Art Déco
- El nou edifici de l'ajuntament va substituir a l'antic ajuntament de Toronto, un edifici construït en els motlles de l'arquitectura Romanesque Revival, que data de 1896 i té 104 metres d'altura.
- La Casa Loma és una gran mansió, que per la seva mida fa l'efecte de ser un castell, inaugurada el 1918, amb una àrea total de disset mil metres quadrats.
- La Union Station, la principal estació ferroviària de la ciutat. Va ser construïda entre 1913 i 1927, i inaugurada oficialment el 6 d'agost de 1926.

### Arts
- El Reial Museu d'Ontario és el major museu del Canadà. Exhibeix al públic principalment obres arqueològiques i paleontològiques. Posseeix una de les col·leccions de més prestigi d'objectes de l'Antiga Xina.
- La Galeria d'Art d'Ontario alberga diverses pintures i escultures d'artistes de renom internacional, com ara Henry Moore.
- L'Ontario Science Centre és un museu de les ciències i la tecnologia. Està destinat especialment als nens.
- L'àrea metropolitana de Toronto és el tercer major centre del teatre anglòfon del món, només per darrere de Nova York i Londres, amb més de 90 teatres repartits per la metròpoli. A Toronto es localitzen diversos teatres de renom, i diverses companyies teatrals del Canadà també tenen aquí la seva seu.
- El National Ballet of Canada, el grup de ballet més prestigiós del Canadà, té la seu a Toronto. La majoria dels espectacles del grup es representen en el Hummingbird Centre.
- La Canadian Opera Company, la principal òpera del país, també té la seu al Hummingbird Centre.
- Toronto és un centre de la indústria cinematogràfica d'Amèrica del Nord, i la producció de pel·lícules domèstiques i internacionals és una de les principals fonts d'ingressos de la ciutat. Toronto és l'escenari de diverses pel·lícules, que sol representar sovint a grans ciutats americanes com Nova York i Chicago. Moltes pel·lícules americanes s'estrenen primer a Toronto abans de ser llançades a una major escala. La importància de la indústria cinematogràfica a la ciutat es posa en relleu amb el Toronto International Film Festival (Festival Internacional de Cinema de Toronto), el festival cinematogràfic del món, que rivalitza amb el Festival Internacional de Cinema de Cannes en importància.
- En total, la ciutat compta amb més de 50 companyies de ballet i dansa, sis companyies d'òpera i dues orquestres simfòniques.

### Oci
Toronto té sis grans i moderns centres comercials. El més conegut d'ells és el Toronto Eaton Centre, localitzat al centre de la ciutat, a prop de la Nathan Phillips Square, i un dels principals punts turístics de la ciutat. Altres grans centres comercials són el Yorkdale Shopping Centre, el Scarborough Town Centre, els Sherway Gardens i el Fairview Mall, tots amb dues-centes botigues o més. Per la ciutat es reparteixen el mateix nombre de centres comercials de menor importància.
- El Parlament d'Ontario es localitza al Queen's Park.
- Encara que no sigui especialment coneguda per les seves àrees verdes, Toronto compta amb diversos parcs i platges. Les dues grans àrees verdes de la ciutat són les Illes Toronto (amb 230 hectàrees de mida) i la Leslie Street Spit, amb aproximadament 200 hectàrees. Altres parcs populars de la ciutat són l'High Park, el Sunnybrook Park, el Rouge Park i el Christie Pits.
- Les aigües del litoral del llac Ontario es congelen durant els dies més freds de l'hivern, la qual cosa les converteix en una atracció turística més.

### Esports
Toronto és l'única ciutat canadenca amb representació en sis lligues esportives professionals, comptant amb equips a la NHL, MLB, National Lacrosse League, NBA, Canadian Football League i Major League Soccer.
Al costat de la Torre CN es troba el Rogers Centre (antic nom: SkyDome), un gran estadi, inaugurat el 1989, el primer del món amb un sostre totalment retràctil, i seu dels Toronto Blue Jays (el principal equip de beisbol de Toronto) i dels Toronto Argonauts (el seu principal equip de futbol canadenc). El club de futbol de la ciutat és el Toronto FC, que juga a la Major League Soccer, la principal lliga d'Amèrica del Nord, i el seu estadi és el BMO Field. En la intersecció amb el Bay Street, la York Street i la Gardiner Expressway es troba l'Air Canada Centre. És la seu dels Toronto Raptors (el principal equip de bàsquet de la ciutat) i dels Toronto Maple Leafs (el principal equip d'hoquei sobre gel). Tots els equips esmentats juguen en les principals lligues d'Amèrica del Nord dels respectius esports.
En el Hoquei Hall of Fame es ret homenatge als jugadors d'hoquei sobre gel de més renom, l'esport nacional del Canadà.
El Gran Premi de Toronto és una cursa d'automobilisme de velocitat de la categoria de monoplaces Champ Car des del 1986 fins al 2007 i l'IndyCar Sèries des del 2009. Es disputa en un circuit de carrer a l'Exhibition Place, i és la tercera cursa d'automobilisme de carrer més antiga de l'Amèrica del Nord.

## Turisme
Toronto és la ciutat canadenca més visitada pels turistes, rebent cada any una mica més de 4 milions de persones i ocupant el lloc 14. La següent ciutat del país, Mont-real, queda molt lluny amb 679.000 turistes, segons un estudi realitzat amb relació a l'any 2006. La major atracció de la ciutat continua sent la Torre CN, la segona estructura més alta del món només superada pel Burj Dubai, Emirats Àrabs Units, i que ha estat 30 anys en la primera posició dels majors gratacels del món.

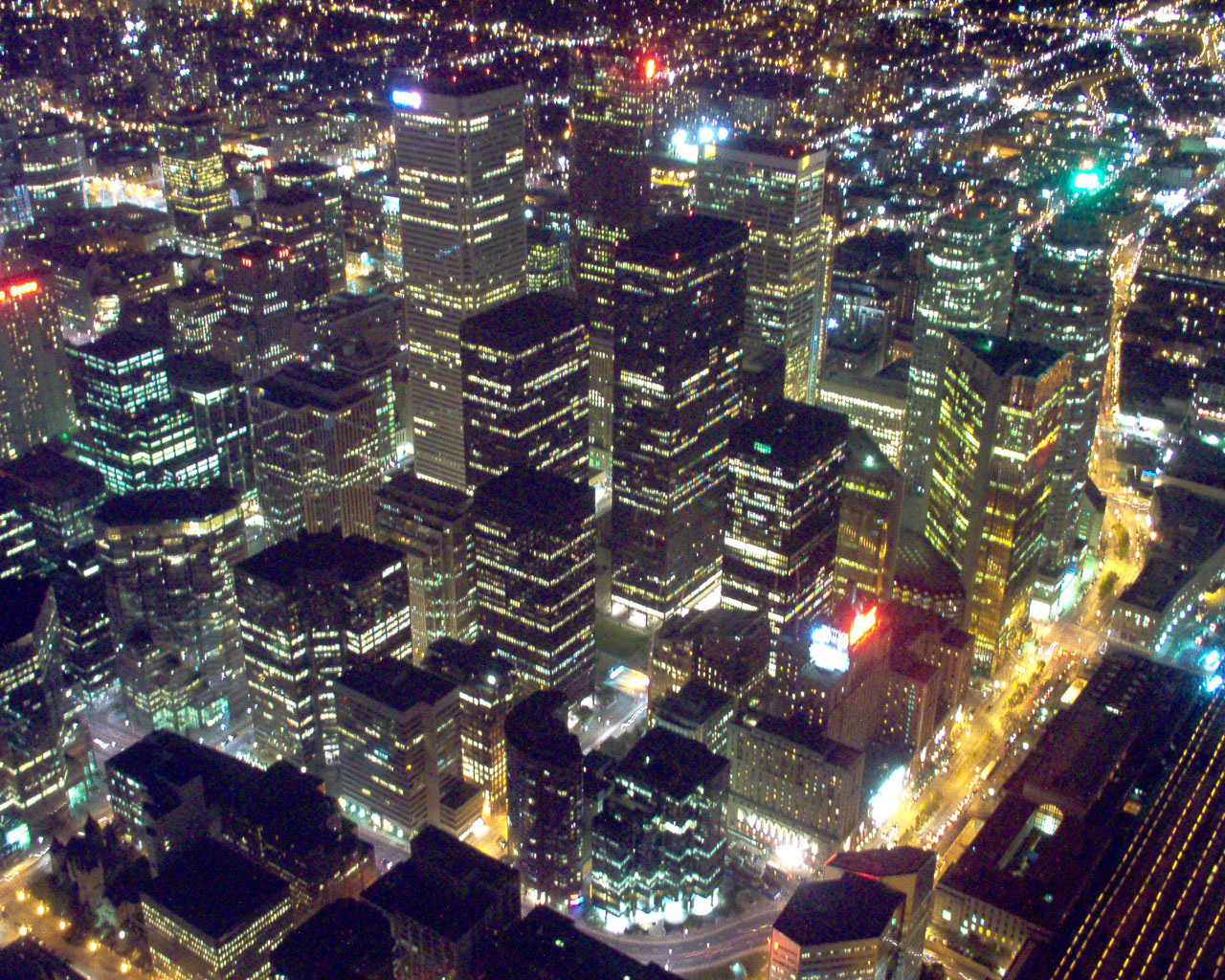
El centre de Toronto vist de nit.

Gràcies a les més de 80 nacionalitats que han anat immigrant a la ciutat durant els darrers dos-cents anys, Toronto disposa de multitud de zones multiculturals entre les quals hi ha Portugal Vila, Chinatown, Little Budapest, Little Italy, Little Poland, Greektown, Little Índia, Koreatown i l'àrea que envolta la Bathurst Street, poblada per la comunitat caribenya. Cada un d'aquests barris celebren les festes nacionals de la mateixa manera que els seus compatriotes i van obrir negocis, com ara restaurants, permetent als turistes i als torontonians gaudir i contemplar l'ambient com si estiguessin al país d'origen del barri.
En el turisme cultural, Toronto és el tercer major centre de teatre de parla anglesa amb les seves 44 sales en total i més de 140 companyies artístiques. Els edificis culturals més importants són el Royal Ontario Museum, l'Art Gallery of Toronto i l'Ontario Science Center.
La gastronomia típica de la ciutat destaca per dos plats imprescindibles, el salmó i el cérvol. Una de les cites culinàries obligades per als amants de la gastronomia internacional que es donin cita a Toronto és el St Lawrence Market, situat al mateix carrer que dona nom al mercat, i que obre els dissabtes. En ell es pot gaudir de caviar és nacionals i importats i multitud de fumats, sent el producte estrella l'"American Candy" (Caramel Nord-americà), que és salmó canadenc curat amb xarop d'auró i empolvorat amb pebre. Una altra especialitat de la ciutat és, sorprenentment, el vi. El vi típic és l'"Ice Wine" (vi de gel), ja que està fet amb raïms collits després de congelar-se en la mateixa vinya, d'aquí el seu nom. Una vegada premsades, el raïm congelat desprèn un dolç suc que produeix un vi amb aroma a vainilla, nou i mel.
El Festival Internacional de Cinema de Toronto és una de les dates assenyalades per als turistes i els amants del cinema.

### Turisme
- Torre CN, de 553 m.

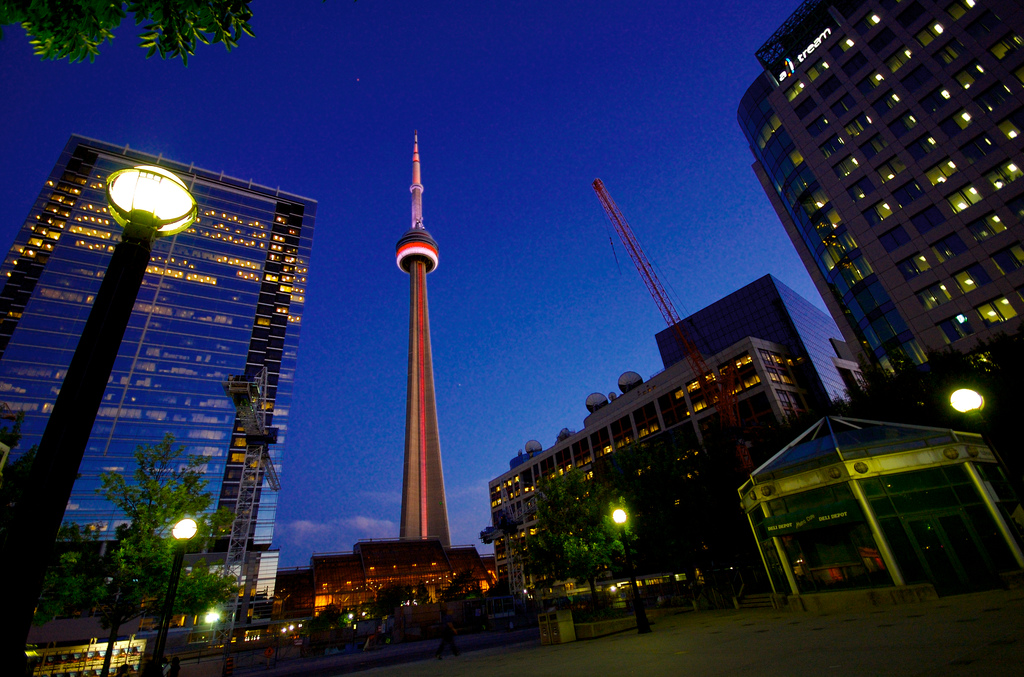
Vista nocturna de la Torre CN.

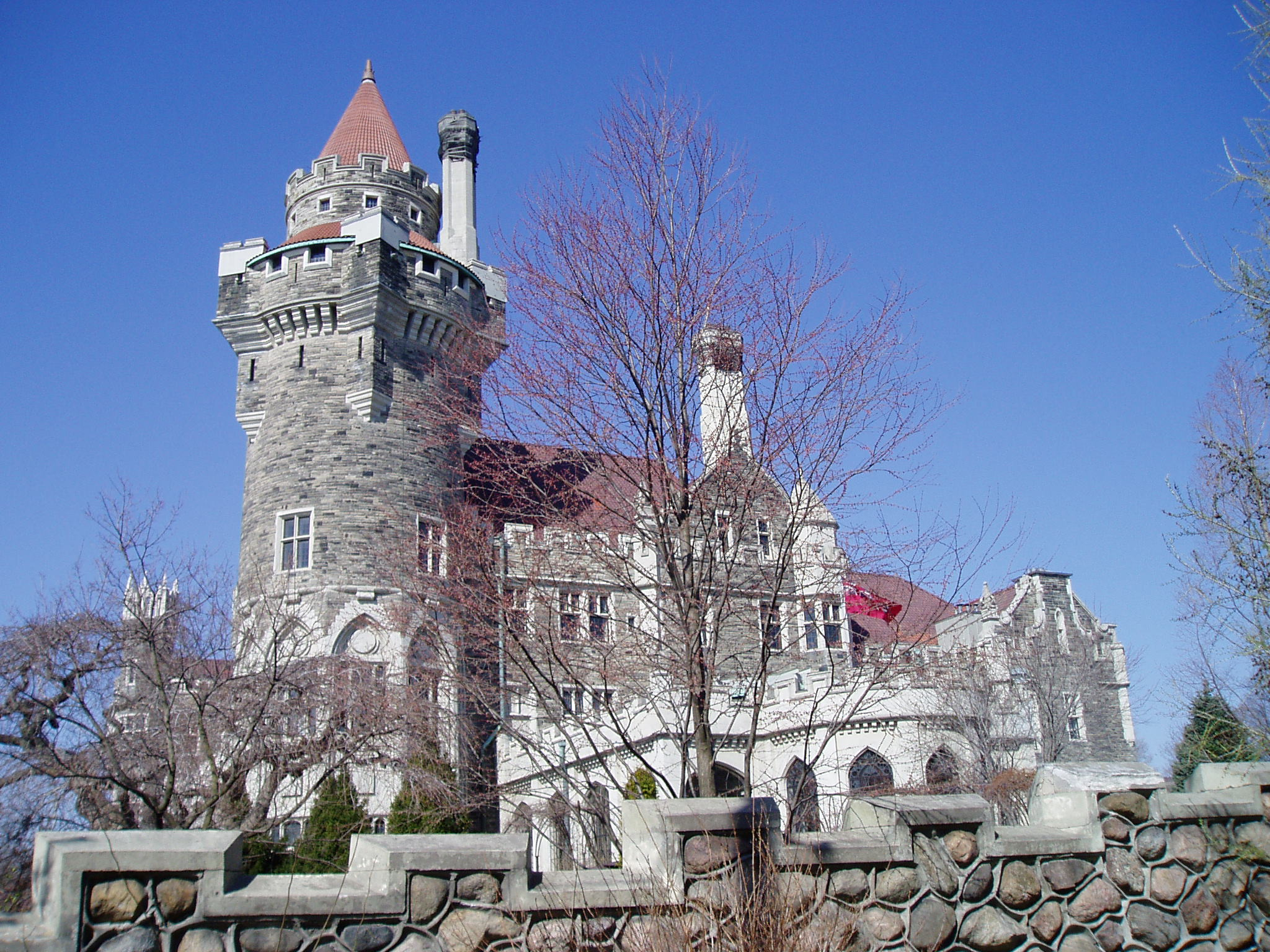
Casa Loma.

- SkyDome o Rogers Centre, centre esportiu.
- Air Canada Centre, centre esportiu.
- Toronto City Hall.
- Toronto Eaton Centre, centre comercial.
- Queen's Park, lloc de l'Assemblea legislativa d'Ontario.
- St Michael's Cathedral, la catedral de l'Arxidiòcesi de Toronto.
- St James Cathedral, la catedral de la diòcesi anglicana de Toronto.
- Princess of Wales Theatre i Royal Alexandra Theatre.
- Museu Reial d'Ontario (Royal Ontario Museum).
- Galeria d'Art d'Ontario (Art Gallery of Ontario).
- Universitat de Toronto.
- Museu Bata Shoe (Bata Shoe Museum).
- Museu Gardiner d'art ceràmic (Gardiner Museum of Ceramic Art).
- Castell Casa Loma.
- Le Petit Glenn.
- La Plaça Dundas Square.
- High Park.
- Harbourfront.
- Barri de Yorkville.
- Barri Petita Itàlia / Little Italy.
- Barri Xinès / Chinatown.
- Kensington Market.
- Centre de ciències d'Ontario (Ontario Science Centre).
- Toronto Zoo, parc zoològic.
- Canada's Wonderland, parc de diversions.
- TIFF - Toronto International Film Festival / Festival Internacional de Cinema de Toronto.
- Pride Week.
- Nuit Blanche.
- Caribana.
- Much Music Video Awards / Premis de vídeo de Much Music.

## Persones notables
- Brad Armstrong, productor i actor porno
- Lester Bowles Pearson (1897-1972) diplomàtic i polític, Premi Nobel de la Pau de l'any 1957.